# Seznam minuskulních textů Nového zákona

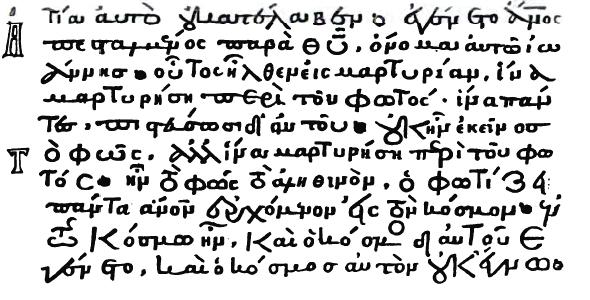
Kodex Ebnerianus, Minuskule 105, (12.), Jan 1,5b-10

Novozákonní minuskule je opis části Nového zákona provedený řeckou kurzívou, která se vyvinula z unciálního písma. Většina minuskulí je ještě psána na pergamenu. Papír se používal až od 12. století.
Novozákonní minuskule se liší od:
- Papyrů Nového zákona — jsou psány na papyru a jsou mnohem starší než minuskule;
- Unciálních textů Nového Zákona — jsou psané unciálním písmem (tzn. kapitálkami) a jsou též mnohem starší než minuskule;
- Lekcionářů k Novému zákonu — obvykle psaných minuskulemi (některé však i unciálami) a jsou většinou ze stejného období.

Minuskulní kodexy obsahují komentáře a další texty navíc, jako například Úvod ke čtyřem evangeliím, Epištolu ke Karpianským, Seznam sedmdesáti apoštolů, krátké životopisy apoštolů nebo souhrn cest apoštola Pavla. Od 9. století obsahují některé manuskripty poznámky s datem a místem opisu různých knih Nového zákona. Některé manuskripty nesou informaci o jménu písaře a datu vzniku, ale datum se obvykle odvozuje od stvoření světa (5508 př. n. l.). To byl Byzantský zvyk. Pouze několik málo minuskulních kodexů je datováno od narození Krista.

## Klasifikace minuskulních textů
Od doby J. J. Wettsteina jsou manuskripty označeny arabskými číslicemi, ale čísla v každé ze čtyř skupin knih Nového zákona začínají 1, a tak "1" může označovat knihu v kterémkoli manuskriptu (například 1eap, 1r, 2e, 2ap). Různé části téhož manuskriptu mají různá čísla (např. 18evv, 113Acts, 132Paul a 51Apoc patří k témuž manuskriptu). Pouze u prvního manuskriptu je situace jednoduchá, protože je označen číslem 1 v evangeliích (1e), ve Skutcích (1a) i v epištolách (1p). Tento systém byl komplikovaný.
Scrivener například vyčíslil jemu známé minuskulní kodexy takto:
- Evangelia .... 739
- Skutky a obecné epištoly .... 261
- Pavlovy epištoly .... 338
- Zjevení .... 122

To neznamená, že celkový počet minuskulních textů byl 1460, protože některé z nich patřily do téhož manuskriptu.
Wettsteinův systém byl vylepšen a upraven F. H. A. Scrivenerem, G. R. Gregorym a dalšími vědci. Aland přečísloval minuskulní manuskripty (1r dostal číslo 2814, 2ap číslo 2815, 4ap obdržel 2816 atd.) a tak nyní každý minuskulní manuskript má jiné katalogové číslo.

Přečíslované manuskripty: 
- 1r ... 2814,
- 2ap ... 2815,
- 4ap ... 2816
- 7p ... 2817,
- 36a ... 2818,
- 753b ... 2819,
- 753c ... 2820,
- 60r ... 2821,
- 1274bap ... 2822,
- 1352bap ... 2824,
- 1674bap ... 2825,
- 1674cap ... 2826,
- 1674dap ... 2827,
- 1681bap ... 2828,
- 1755bap ... 2829,
- 1755cap ... 2830,
- 2306bap ... 2831,
- 2306cap ... 2832,
- 2306dap ... 2833,
- 2306eap ... 2834,
- ℓ 1891ap ... 2835.

Manuskripty s čísly 260-469 byly do seznamy přidány Scholzem (1794-1852).
V současnosti známe 2911 minuskulních kodexů, katalogizovaných zásluhou Institute for New Testament Textual Research v Münsteru.

## Seznam pojmenovaných nebo významných minuskulních kodexů
- Čísla (#) jsou označením podle standardního systému Caspar René Gregoryho.
- Datování je zaokrouhleno s přesností na 50 let.
- Obsah obvykle určuje část Nového zákona: Evangelia (Gosp), Skutky apoštolů (Acts), Pavlovy epištoly (Paul) a tak dále. Někdy je zachovalá část kodexu tak malá, že obsah určuje přímo knihu, kapitolu nebo dokonce verš. Odkazované články, pokud existují, obyčejně popisují detailně obsah, podle veršů.

### Minuskule 1-500
| #      | Datování   | Obsah                             | Instituce                                                                                             | Město, Stát         | Země                       |
| ------ | ---------- | --------------------------------- | --- | ------------------- | -------------------------- |
| 1      | 12th       | Evangelia, Skutky, CE, Pavel      | Basel University, A. N. IV. 2                                                                         | Basilej             | Švýcarsko                  |
| 2      | 11th/12th  | Evangelia                         | Basel University, A. N. IV. 1                                                                         | Basilej             | Švýcarsko                  |
| 3      | 12th       | Evangelia, Skutky, CE, Pavel      | Rakouská národní knihovna, Cod. Suppl. gr. 52                                                         | Vídeň               | Rakousko                   |
| 4      | 13th       | Evangelia                         | Francouzská národní knihovna, Gr. 84                                                                  | Paříž               | Francie                    |
| 5      | 14th       | Evangelia, Skutky, CE, Pavel      | Francouzská národní knihovna, Gr. 106                                                                 | Paříž               | Francie                    |
| 6      | 13th       | Evangelia, Skutky, CE, Pavel      | Francouzská národní knihovna, Gr. 112                                                                 | Paříž               | Francie                    |
| 7      | 12th       | Evangelia                         | Francouzská národní knihovna, Gr. 71                                                                  | Paříž               | Francie                    |
| 8      | 11th       | Evangelia                         | Francouzská národní knihovna, Gr. 49                                                                  | Paříž               | Francie                    |
| 9      | 1167       | Evangelia                         | Francouzská národní knihovna, Gr. 83                                                                  | Paříž               | Francie                    |
| 9abs   | XVe siècle | Evangelium podle Matouše (gr-l)   | Bodleyova knihovna, Lyell 95                                                                          | Oxford              | Spojené království         |
| 10     | 13th       | Evangelia                         | Francouzská národní knihovna, Gr. 91                                                                  | Paříž               | Francie                    |
| 11     | 12th       | Evangelia                         | Francouzská národní knihovna, Gr. 121.122                                                             | Paříž               | Francie                    |
| 12     | 14th       | Evangelia                         | Francouzská národní knihovna, Gr. 230                                                                 | Paříž               | Francie                    |
| 13     | 13th       | Evangelia                         | Francouzská národní knihovna, Gr. 50                                                                  | Paříž               | Francie                    |
| 14     | 964        | Evangelia                         | Francouzská národní knihovna, Gr. 70                                                                  | Paříž               | Francie                    |
| 15     | 12th       | Evangelia                         | Francouzská národní knihovna, Gr. 64                                                                  | Paříž               | Francie                    |
| 16     | 14th       | Evangelia                         | Francouzská národní knihovna, Gr. 54                                                                  | Paříž               | Francie                    |
| 17     | 15th       | Evangelia                         | Francouzská národní knihovna, Gr. 55                                                                  | Paříž               | Francie                    |
| 18     | 1364       | Nový zákon                        | Francouzská národní knihovna, Gr. 47                                                                  | Paříž               | Francie                    |
| 19     | 12th       | Evangelia                         | Francouzská národní knihovna, Gr. 189                                                                 | Paříž               | Francie                    |
| 20     | 11th       | Evangelia                         | Francouzská národní knihovna, Gr. 188                                                                 | Paříž               | Francie                    |
| 21     | 12th       | Evangelia †                       | Francouzská národní knihovna, Gr. 68                                                                  | Paříž               | Francie                    |
| 22     | 12th       | Evangelia †                       | Francouzská národní knihovna, Gr. 72                                                                  | Paříž               | Francie                    |
| 23     | 11th       | Evangelia †                       | Francouzská národní knihovna, Gr. 77                                                                  | Paříž               | Francie                    |
| 24     | 10th       | Evangelia †                       | Francouzská národní knihovna, Gr. 178                                                                 | Paříž               | Francie                    |
| 25     | 11th       | Evangelia †                       | Francouzská národní knihovna, Gr. 191                                                                 | Paříž               | Francie                    |
| 26     | 11th       | Evangelia                         | Francouzská národní knihovna, Gr. 78                                                                  | Paříž               | Francie                    |
| 27     | 10th       | Evangelia †                       | Francouzská národní knihovna, Gr. 115                                                                 | Paříž               | Francie                    |
| 28     | 11th       | Evangelia †                       | Francouzská národní knihovna, Gr. 379                                                                 | Paříž               | Francie                    |
| 29     | 10th       | Evangelia                         | Francouzská národní knihovna, Gr. 89                                                                  | Paříž               | Francie                    |
| 30     | 15th       | Evangelia                         | Francouzská národní knihovna, Gr. 100                                                                 | Paříž               | Francie                    |
| 31     | 13th       | Evangelia                         | Francouzská národní knihovna, Gr. 94                                                                  | Paříž               | Francie                    |
| 32     | 12th       | Evangelien †                      | Francouzská národní knihovna, Gr. 116                                                                 | Paříž               | Francie                    |
| 33     | 9th        | Evangelia, Skutky, Pavel, CE      | Francouzská národní knihovna, Gr. 14                                                                  | Paříž               | Francie                    |
| 34     | 10th       | Evangelia                         | Francouzská národní knihovna, Coislin Gr. 195                                                         | Paříž               | Francie                    |
| 35     | 11th       | Nový zákon                        | Francouzská národní knihovna, Coislin Gr. 199                                                         | Paříž               | Francie                    |
| 36     | 12th       | Evangelia                         | Francouzská národní knihovna, Coislin Gr. 20                                                          | Paříž               | Francie                    |
| 37     | 11th       | Evangelia                         | Francouzská národní knihovna, Coislin Gr. 21                                                          | Paříž               | Francie                    |
| 38     | 12th       | Evangelia, Skutky, Pavel          | Francouzská národní knihovna, Coislin Gr. 200                                                         | Paříž               | Francie                    |
| 39     | 11th       | Evangelia                         | Francouzská národní knihovna, Coislin Gr. 23                                                          | Paříž               | Francie                    |
| 40     | 11th       | Evangelia                         | Francouzská národní knihovna, Coislin Gr. 22                                                          | Paříž               | Francie                    |
| 41     | 11th       | Evangelia                         | Francouzská národní knihovna, Coislin Gr. 24                                                          | Paříž               | Francie                    |
| 42     | 11th       | Skutky, Pavel, Zjevení Janovo     | Stadtarchiv, Ms 17                                                                                    | Frankfurt nad Odrou | Německo                    |
| 43     | 11th       | Evangelia, Skutky, Pavel          | Bibliothèque de l'Arsenal, 8409.8410                                                                  | Paříž               | Francie                    |
| 44     | 12th       | Evangelia                         | Britská knihovna, Add. 4949                                                                           | Londýn              | Spojené království         |
| 45     | 13th       | Evangelia †                       | Bodleyova knihovna, Barocci 31                                                                        | Oxford              | Spojené království         |
| 46     | c. 1300    | Evangelia                         | Bodleyova knihovna, Barocci 29                                                                        | Oxford              | Spojené království         |
| 47     | 15th       | Evangelia                         | Bodleyova knihovna, Auct. D. 5. 2                                                                     | Oxford              | Spojené království         |
| 48     | 12th       | Evangelia                         | Bodleyova knihovna, Auct. D. 2. 17                                                                    | Oxford              | Spojené království         |
| 49     | 12th       | Evangelia                         | Bodleyova knihovna, Roe 1                                                                             | Oxford              | Spojené království         |
| 50     | 11th       | Evangelia                         | Bodleyova knihovna, Laud. Gr. 33                                                                      | Oxford              | Spojené království         |
| 51     | 13th       | Nový zákon (except Rev.)          | Bodleyova knihovna, Laud. Gr. 31                                                                      | Oxford              | Spojené království         |
| 52     | 1285/1286  | Evangelia                         | Bodleyova knihovna, Laud. Gr. 3                                                                       | Oxford              | Spojené království         |
| 53     | 13th/14th  | Evangelia                         | Bodleyova knihovna, Selden Supra 28                                                                   | Oxford              | Spojené království         |
| 54     | 1337/1338  | Evangelia                         | Bodleyova knihovna, Selden Supra 29                                                                   | Oxford              | Spojené království         |
| 55     | 14th       | Evangelia                         | Bodleyova knihovna, Selden Supra 6                                                                    | Oxford              | Spojené království         |
| 56     | 15th       | Evangelia                         | Lincoln College, Gr. 18                                                                               | Oxford              | Spojené království         |
| 57     | 12th       | Evangelia, Skutky, Pavel          | Magdalen College, Gr. 9                                                                               | Oxford              | Spojené království         |
| 58     | 15th       | Evangelia                         | New College, 68                                                                                       | Oxford              | Spojené království         |
| 59     | 13th       | Evangelia                         | Gonville and Caius College, Ms 403/412                                                                | Cambridge           | Spojené království         |
| 60     | 1297       | Evangelia                         | Univerzita v Cambridgi, Dd. 9.69, fol. 4-294                                                          | Cambridge           | Spojené království         |
| 61     | 16th       | Nový zákon                        | Trinity College, A 4,21                                                                               | Dublin              | Irsko                      |
| 62     | 14th       | Skutky, Pavel †                   | Francouzská národní knihovna, Gr. 60                                                                  | Paříž               | Francie                    |
| 63     | 10th       | Evangelia                         | Trinity College, A 1. 8                                                                               | Dublin              | Irsko                      |
| 64     | 12th       | Evangelia                         | Schøyen Collection, Ms. 230                                                                           | Oslo, Londýn        | Norsko, Spojené království |
| 65     | 11th       | Evangelia                         | Britská knihovna, Harley 5776                                                                         | Londýn              | Spojené království         |
| 66     | 14th       | Evangelia                         | Trinity College, O. VIII 3                                                                            | Cambridge           | Spojené království         |
| 67     | 10th       | Evangelia                         | Bodleyova knihovna, Auct. E. 5. 11                                                                    | Oxford              | Spojené království         |
| 68     | 11th       | Evangelia                         | Lincoln College, Gr. 17                                                                               | Oxford              | Spojené království         |
| 69     | 15th       | Nový zákon                        | Městské muzeum, Cod. 6 D 32/1                                                                         | Leicester           | Spojené království         |
| 70     | 15th       | Evangelia                         | Univerzita v Cambridgi, L1.2.13                                                                       | Cambridge           | Spojené království         |
| 71     | 1160       | Evangelia                         | Lambethský palác, 528                                                                                 | Londýn              | Spojené království         |
| 72     | 11th       | Evangelia                         | Britská knihovna, Harley 5647                                                                         | Londýn              | Spojené království         |
| 73     | 12th       | Evangelia                         | Christ Church College, Wake 26                                                                        | Oxford              | Spojené království         |
| 74     | 1291/1292  | Evangelia †                       | Christ Church College, Wake 20                                                                        | Oxford              | Spojené království         |
| 75     | 11th       | Evangelia                         | Bibliotheque Publique et Universitaire, Gr. 19                                                        | Ženeva              | Švýcarsko                  |
| 76     | 12th       | Evangelia, Skutky, Pavel          | Rakouská národní knihovna, Theol. Gr. 300                                                             | Vídeň               | Rakousko                   |
| 77     | 11th       | Evangelia                         | Rakouská národní knihovna, Theol. Gr. 154                                                             | Vídeň               | Rakousko                   |
| 78     | 12th       | Evangelia                         | National Széchényi Library, Cod. Graec. 1                                                             | Budapešť            | Maďarsko                   |
| 79     | 15th       | Evangelia                         | Univerzita v Leidenu, B. P. Gr. 74                                                                    | Leiden              | Nizozemsko                 |
| 80     | 12th       | Evangelia                         | Francouzská národní knihovna, Smith-Lesouëf 5                                                         | Paříž               | Francie                    |
| 81     | 1044       | Skutky, Pavel                     | Britská knihovna, Add. 20003                                                                          | Londýn              | Spojené království         |
| 82     | 10th       | Skutky, Pavel, Zjevení Janovo     | Francouzská národní knihovna, Gr. 237                                                                 | Paříž               | Francie                    |
| 83     | 11th       | Evangelia                         | Bavorská státní knihovna, Gr. 518                                                                     | Mnichov             | Německo                    |
| 84     | 12th       | Evangelia                         | Bavorská státní knihovna, Gr. 568                                                                     | Mnichov             | Německo                    |
| 85     | 13th       | Evangelia                         | Bavorská státní knihovna, Gr. 569                                                                     | Mnichov             | Německo                    |
| 86     | 11th/12th  | Evangelia                         | Slovenská akademie věd, 394 kt                                                                        | Bratislava          | Slovensko                  |
| 87     | 11th       | Evangelia                         | Cusanusstift, Bd. 18                                                                                  | Bernkastel-Kues     | Německo                    |
| 88     | 12th       | Skutky, Pavel, Zjevení Janovo     | Národní knihovna Viktora Emanuela III., Ms. II. A. 7                                                  | Neapol              | Itálie                     |
| 89     | 1289-1290  | Evangelia                         | Univerzitní knihovna v Göttingenu, Cod. Ms. theol. 28 Cim.                                            | Göttingen           | Německo                    |
| 90     | 16th       | NT (except Zjevení Janovo)        | Amsterdamská univerzita, Remonstr. 186                                                                | Amsterdam           | Nizozemsko                 |
| 91     | 11th       | Skutky, Pavel, Zjevení Janovo     | Francouzská národní knihovna, Gr. 219                                                                 | Paříž               | Francie                    |
| 92     | 10th       | Evangelia                         | Univerzita v Basileji, O. II. 27                                                                      | Basilej             | Švýcarsko                  |
| 93     | 10th       | Skutky, Pavel, Zjevení Janovo     | Francouzská národní knihovna, Coislin Gr. 205                                                         | Paříž               | Francie                    |
| 94     | 12th/13th  | Skutky, Pavel, Zjevení Janovo     | Francouzská národní knihovna, Coislin Gr. 202,2                                                       | Paříž               | Francie                    |
| 95     | 12th       | Evangelia                         | Lincoln College, Gr. 16                                                                               | Oxford              | Spojené království         |
| 96     | 15th       | Evangelium podle Jana             | Bodleyova knihovna, Auct. D. 5. 1                                                                     | Oxford              | Spojené království         |
| 96abs  | ca. 1500   | Evangelium podle Jana             | Zámecká knihovna Křivloklát, Ie 14                                                                    | Křivoklát           | Česko                      |
| 97     | 12th       | Skutky, Pavel                     | Herzog August Bibliothek, Gud. Graec. 104.2                                                           | Wolfenbüttel        | Německo                    |
| 98     | 11th       | Evangelia                         | Bodleyova knihovna, E. D. Clarke 5                                                                    | Oxford              | Spojené království         |
| 99     | 15th/16th  | Evangelia                         | Lipská univerzita, Cod. Gr. 8                                                                         | Leipzig             | Německo                    |
| 100    | 10th       | Evangelia                         | Univerzita Loránda Eötvöse, Cod. Gr. 1                                                                | Budapešť            | Maďarsko                   |
| 101    | 11th       | Skutky, Pavel †                   | Saská státní knihovna, A. 104                                                                         | Drážďany            | Německo                    |
| 102    | 1444       | Skutky, Pavel                     | Historické muzeum v Moskvě, V. 412, S. 5                                                              | Moskva              | Rusko                      |
| 103    | 12th       | Skutky, Pavell                    | Historické muzeum v Moskvě, V. 96, S. 347                                                             | Moskva              | Rusko                      |
| 104    | 1087       | Skutky, Pavel, Zjevení Janovo     | Britská knihovna, Harley 5537                                                                         | Londýn              | Spojené království         |
| 105    | 12th       | Evangelia, Skutky, Pavel          | Bodleyova knihovna, Auct. T. inf. 1.10                                                                | Oxford              | Spojené království         |
| 106    | 10th       | Evangelia                         | Britská knihovna                                                                                      | Londýn              | Spojené království         |
| 107    | 13th       | Evangelia                         | Bodleyova knihovna, E. D. Clarke 6                                                                    | Oxford              | Spojené království         |
| 108    | 11th       | Evangelia                         | Národní knihovna Viktora Emanuela III., Cod. Neapol. ex Vind. 3                                       | Neapol              | Itálie                     |
| 109    | 1326       | Evangelia                         | Bodleyova knihovna, Addit. 5117                                                                       | Londýn              | Spojené království         |
| 110    | 12th       | Skutky, Pavel, Zjevení Janovo     | Britská knihovna, Harley 5778                                                                         | Londýn              | Spojené království         |
| 111    | 12th       | Evangelia                         | Bodleyova knihovna, E. D. Clarke 7                                                                    | Oxford              | Spojené království         |
| 112    | 11th       | Evangelia                         | Bodleyova knihovna, E. D. Clarke 10                                                                   | Oxford              | Spojené království         |
| 113    | 11th       | Evangelia                         | Britská knihovna, Harley 1810                                                                         | Londýn              | Spojené království         |
| 114    | 11th       | Evangelia                         | Britská knihovna, Harley 5540                                                                         | Londýn              | Spojené království         |
| 115    | 10th       | Evangelia                         | Britská knihovna, Harley 5559                                                                         | Londýn              | Spojené království         |
| 116    | 12th       | Evangelia                         | Britská knihovna, Harley 5567                                                                         | Londýn              | Spojené království         |
| 117    | 15th       | Evangelia                         | Britská knihovna, Harley 5731                                                                         | Londýn              | Spojené království         |
| 118    | 13th       | Evangelia                         | Bodleyova knihovna, Auct. D. inf. 2. 17                                                               | Oxford              | Spojené království         |
| 119    | 12th       | Evangelia                         | Francouzská národní knihovna, Gr. 85                                                                  | Paříž               | Francie                    |
| 120    | 12th       | Evangelia                         | Francouzská národní knihovna, Gr. 185                                                                 | Paříž               | Francie                    |
| 121    | 13th       | Evangelia                         | | Paříž               | Francie                    |
| 122    | 12th       | Evangelia, Skutky, Pavel          | Bibliotheek der Rijksuniversiteit, B. P. Gr. 74a                                                      | Leiden              | Nizozemsko                 |
| 123    | 11th       | Evangelia                         | Rakouská národní knihovna, Theol. Gr. 240                                                             | Vídeň               | Rakousko                   |
| 124    | 12th       | Evangelia                         | Rakouská národní knihovna, Theol. Gr. 188                                                             | Vídeň               | Rakousko                   |
| 125    | 11th       | Evangelia                         | Rakouská národní knihovna, Suppl. Gr. 50                                                              | Vídeň               | Rakousko                   |
| 126    | 12th       | Evangelia                         | Herzog August Bibliothek, Codd. Aug. 16. 6. 4                                                         | Wolfenbüttel        | Německo                    |
| 127    | 11th       | Evangelia                         | Vatikánská knihovna, Vat. gr. 349                                                                     | Řím                 |                            |
| 128    | 13th       | Evangelia                         | Vatikánská knihovna, Vat. gr. 356                                                                     | Řím                 |                            |
| 129    | 12th       | Evangelia                         | Vatikánská knihovna, Vat. gr. 358                                                                     | Řím                 |                            |
| 130    | 15th       | Evangelia                         | Vatikánská knihovna, Vat. gr. 359                                                                     | Řím                 |                            |
| 131    | 14th       | Nový zákon                        | Vatikánská knihovna, Vat. gr. 360                                                                     | Řím                 |                            |
| 132    | 12th       | Evangelia                         | Vatikánská knihovna, Vat. gr. 361                                                                     | Řím                 |                            |
| 133    | 11th       | Evangelia                         | Vatikánská knihovna, Vat. gr. 363                                                                     | Řím                 |                            |
| 134    | 12th       | Evangelia                         | Vatikánská knihovna, Vat. gr. 364                                                                     | Řím                 |                            |
| 135    | 10th       | Evangelia                         | Vatikánská knihovna, Vat. gr. 365                                                                     | Řím                 |                            |
| 136    | 13th       | Evangelia                         | Vatikánská knihovna, Vat. gr. 665                                                                     | Řím                 |                            |
| 137    | 11th       | Evangelia                         | Vatikánská knihovna, Vat. gr. 756                                                                     | Řím                 |                            |
| 138    | 11th       | Evangelia †                       | Vatikánská knihovna, Vat. gr. 757                                                                     | Řím                 |                            |
| 139    | 1173 ?     | Evangelia                         | Vatikánská knihovna, Vat. gr. 758                                                                     | Řím                 |                            |
| 140    | 13th       | Evangelia †                       | Vatikánská knihovna, Vat. gr. 1158                                                                    | Řím                 |                            |
| 141    | 13th       | Nový zákon                        | Vatikánská knihovna, Vat. gr. 1160                                                                    | Řím                 |                            |
| 142    | 11th       | NT (except Zjevení Janovo)        | Vatikánská knihovna, Vat. gr. 1210                                                                    | Řím                 |                            |
| 143    | 11th       | Evangelia                         | Vatikánská knihovna, Vat. gr. 1229                                                                    | Řím                 |                            |
| 144    | 10th       | Evangelia                         | Vatikánská knihovna, Vat. gr. 1254                                                                    | Řím                 |                            |
| 145    | 11th       | Lukáš, Jan                        | Vatikánská knihovna, Vat. gr. 1548                                                                    | Řím                 |                            |
| 146    | 12th       | Matouš, Mark                      | Vatikánská knihovna, Pal. gr. 5                                                                       | Řím                 |                            |
| 147    | 13th       | Evangelia                         | Vatikánská knihovna, Pal. gr. 89                                                                      | Řím                 |                            |
| 148    | 11th       | Evangelia                         | Vatikánská knihovna, Pal. gr. 136                                                                     | Řím                 |                            |
| 149    | 15th       | Nový zákon                        | Vatikánská knihovna, Pal. gr. 171                                                                     | Řím                 |                            |
| 150    | 11th       | Evangelia                         | Vatikánská knihovna, Pal. gr. 189                                                                     | Řím                 |                            |
| 151    | 10th       | Evangelia                         | Vatikánská knihovna, Pal. gr. 220                                                                     | Řím                 |                            |
| 152    | 13th       | Evangelia                         | Vatikánská knihovna, Pal. gr. 227                                                                     | Řím                 |                            |
| 153    | 14th       | Evangelia                         | Vatikánská knihovna, Pal. gr. 229                                                                     | Řím                 |                            |
| 154    | 13th       | Evangelia                         | Vatikánská knihovna, Reg. gr. 28                                                                      | Řím                 |                            |
| 155    | 13th       | Evangelia                         | Vatikánská knihovna, Reg. gr. 79                                                                      | Řím                 |                            |
| 156    | 12th       | Evangelia                         | Vatikánská knihovna, Reg. gr. 189                                                                     | Řím                 |                            |
| 157    | 1122       | Evangelia                         | Vatikánská knihovna, Urb. gr. 2                                                                       | Řím                 |                            |
| 158    | 11th       | Evangelia                         | Vatikánská knihovna, Reg. gr. Pii II 55                                                               | Řím                 |                            |
| 159    | 1121 ?     | Evangelia †                       | Vatikánská knihovna, Barb. gr. 482                                                                    | Řím                 |                            |
| 160    | 1123       | Evangelia                         | Vatikánská knihovna, Barb. gr. 445                                                                    | Řím                 |                            |
| 161    | 10th       | Evangelia †                       | Vatikánská knihovna, Barb. gr. 352                                                                    | Řím                 |                            |
| 162    | 1153       | Evangelia                         | Vatikánská knihovna, Barb. gr. 449                                                                    | Řím                 |                            |
| 163    | 1193       | Evangelia                         | Vatikánská knihovna, Barb. gr. 520                                                                    | Řím                 |                            |
| 164    | 1139       | Evangelia                         | Vatikánská knihovna, Barb. gr. 319                                                                    | Řím                 |                            |
| 165    | 1292       | Evangelia                         | Vatikánská knihovna, Barb. 541                                                                        | Řím                 |                            |
| 166    | 11th/12th  | Lukáš †, Jan †                    | Vatikánská knihovna, Barb. gr. 412                                                                    | Řím                 |                            |
| 167    | 13th       | Evangelia                         | Vatikánská knihovna, Barb. gr. 287                                                                    | Řím                 |                            |
| 168    | 13th       | Evangelia †                       | Vatikánská knihovna, Barb. gr. 570                                                                    | Řím                 |                            |
| 169    | 11th       | Evangelia                         | Biblioteca Vallicelliana, B. 133                                                                      | Řím                 | Itálie                     |
| 170    | 13th       | Evangelia †                       | Biblioteca Vallicelliana, C. 61                                                                       | Řím                 | Itálie                     |
| 171    | 14th       | Evangelia                         | Biblioteca Vallicelliana, C. 73.2                                                                     | Řím                 | Itálie                     |
| 172    | 13th/14th  | Skutky, Pavel, Zjevení Janovo †   | Staatsbibliothek zu Berlin, Phill. 1461                                                               | Berlin              | Německo                    |
| 173    | 12th       | Evangelia †                       | Vatikánská knihovna, Vat. gr. 1983                                                                    | Řím                 |                            |
| 174    | 1052       | Evangelia                         | Vatikánská knihovna, Vat. gr. 2002                                                                    | Řím                 |                            |
| 175    | 10th/11th  | Nový zákon †                      | Vatikánská knihovna, Vat. gr. 2080                                                                    | Řím                 |                            |
| 176    | 13th       | Evangelia †                       | Vatikánská knihovna, Vat. gr. 2113                                                                    | Řím                 |                            |
| 177    | 11th       | Skutky, Pavel, Zjevení Janovo     | Bavorská státní knihovna, Gr. 211                                                                     | Mnichov             | Německo                    |
| 178    | 12th       | Evangelia                         | Biblioteca Angelica, 123                                                                              | Řím                 | Itálie                     |
| 179    | 12th       | Evangelia †                       | Biblioteca Angelica, 11                                                                               | Řím                 | Itálie                     |
| 180    | 12th/13th  | Nový zákon                        | Vatikánská knihovna, Borg. gr. 18                                                                     | Řím                 |                            |
| 181    | 10th       | Skutky, Pavel, Zjevení Janovo     | Vatikánská knihovna, Reg. gr. 179                                                                     | Řím                 |                            |
| 182    | 14th       | Evangelia                         | Biblioteca Laurentiana, Plutei VI. 11                                                                 | Florencie           | Itálie                     |
| 183    | 12th       | Evangelia                         | Biblioteca Laurentiana, Plutei VI. 14                                                                 | Florencie           | Itálie                     |
| 184    | 13th       | Evangelia                         | Biblioteca Laurentiana, Plutei VI. 15                                                                 | Florencie           | Itálie                     |
| 185    | 14th       | Evangelia                         | Biblioteca Laurentiana, VI. 16                                                                        | Florencie           | Itálie                     |
| 186    | 11th       | Evangelia                         | Biblioteca Laurentiana, VI. 18                                                                        | Florencie           | Itálie                     |
| 187    | 12th       | Evangelia                         | Biblioteca Laurentiana, VI. 23                                                                        | Florencie           | Itálie                     |
| 188    | 12th       | Evangelia                         | Biblioteca Laurentiana, VI. 25                                                                        | Florencie           | Itálie                     |
| 189    | 14th       | Evangelia, Skutky, Pavel          | Biblioteca Laurentiana, VI. 27                                                                        | Florencie           | Itálie                     |
| 190    | 14th       | Evangelia                         | Biblioteca Laurentiana, VI. 28                                                                        | Florencie           | Itálie                     |
| 191    | 12th       | Evangelia                         | Biblioteca Laurentiana, VI. 29                                                                        | Florencie           | Itálie                     |
| 192    | 13th       | Evangelia                         | Biblioteca Laurentiana, VI. 30                                                                        | Florencie           | Itálie                     |
| 193    | 12th       | Evangelia                         | Biblioteca Laurentiana, VI. 32                                                                        | Florencie           | Itálie                     |
| 194    | 11th       | Evangelia                         | Biblioteca Laurentiana, VI. 33                                                                        | Florencie           | Itálie                     |
| 195    | 11th       | Evangelia                         | Biblioteca Laurentiana, VI. 34                                                                        | Florencie           | Itálie                     |
| 196    | 12th       | Evangelia                         | Biblioteca Laurentiana, VIII. 12                                                                      | Florencie           | Itálie                     |
| 197    | 11th       | Evangelia                         | Biblioteca Laurentiana, VIII. 14                                                                      | Florencie           | Itálie                     |
| 198    | 13th       | Evangelia                         | Biblioteca Laurentiana, Aedil. 221                                                                    | Florencie           | Itálie                     |
| 199    | 12th       | Evangelia                         | Biblioteca Laurentiana, Conv. Sopp. 160                                                               | Florencie           | Itálie                     |
| 200    | 11th       | Evangelia                         | Biblioteca Laurentiana, Conv. Sopp. 159                                                               | Florencie           | Itálie                     |
| 201    | 1357       | Nový zákon                        | Britská knihovna, Add. 11837                                                                          | Londýn              | Spojené království         |
| 202    | 12th       | Evangelia                         | Britská knihovna, Add. 14774                                                                          | Londýn              | Spojené království         |
| 203    | 16th       | Nový zákon (except Rev.)          | National Central Library, I. 10. 7.16                                                                 | Florencie           | Itálie                     |
| 204    | 13th       | Nový zákon (except Rev.)          | Boloňská univerzita, 2775                                                                             | Bologna             | Itálie                     |
| 205    | 15th       | Nový zákon                        | Biblioteca Marciana, Gr. Z 5 (420)                                                                    | Benátky             | Itálie                     |
| 205abs |            |                                   | |                     |                            |
| 206    | 15th       | NT (except Rev.)                  | Biblioteca Marciana, Gr. Z 6                                                                          | Benátky             | Itálie                     |
| 207    | 11th       | Evangelia                         | Biblioteca Marciana, Gr. Z 8                                                                          | Benátky             | Itálie                     |
| 208    | 11th       | Evangelia                         | Biblioteca Marciana, Gr. Z 9                                                                          | Benátky             | Itálie                     |
| 209    | 14th       | Nový zákon                        | Biblioteca Marciana, Gr. Z 10 (394)                                                                   | Benátky             | Itálie                     |
| 210    | 11th       | Evangelia                         | Biblioteca Marciana, Gr. Z 27                                                                         | Benátky             | Itálie                     |
| 211    | 12th       | Evangelia                         | Biblioteca Marciana, Gr. Z 539                                                                        | Benátky             | Itálie                     |
| 212    | 11th       | Evangelia †                       | Biblioteca Marciana, Gr. Z 540 (557)                                                                  | Benátky             | Itálie                     |
| 213    | 11th       | Evangelia †                       | Biblioteca Marciana, Gr. Z 542 (409)                                                                  | Benátky             | Itálie                     |
| 214    | 14th       | Evangelia                         | Biblioteca Marciana, Gr. Z 543 (409)                                                                  | Benátky             | Itálie                     |
| 215    | 11th       | Evangelia                         | Biblioteca Marciana, Gr. Z 544 (591)                                                                  | Benátky             | Itálie                     |
| 216    | 1358       | Skutky, Pavel                     | Lambethský palác, 1183                                                                                | Londýn              | Spojené království         |
| 217    | 12th       | Evangelia                         | Biblioteca Marciana, Gr. I, 3 (944)                                                                   | Benátky             | Itálie                     |
| 218    | 13th       | Skutky, CE, Pavel, Zjevení Janovo | Rakouská národní knihovna, Theol. gr. 23                                                              | Vídeň               | Rakousko                   |
| 219    | 13th       | Evangelia                         | Rakouská národní knihovna, Theol. gr. 321                                                             | Vídeň               | Rakousko                   |
| 220    | 13th       | Evangelia                         | Rakouská národní knihovna, Theol. gr. 337                                                             | Vídeň               | Rakousko                   |
| 221    | 10th       | Evangelia                         | Bodleian Library, Canon. Gr. 110                                                                      | Oxford              | Spojené království         |
| 222    | 14th       | Evangelien                        | Rakouská národní knihovna, Theol. gr. 337                                                             | Vídeň               | Rakousko                   |
| 223    | 14th       | Skutky, Pavel                     | University of Michigan, Ms. 34                                                                        | Ann Arbor           | USA                        |
| 224    | 12th       | Evangelia                         | Biblioteca Nazionale, Vind. 10                                                                        | Neapol              | Itálie                     |
| 225    | 1192       | Evangelia                         | Biblioteca Nazionale, Vind. 9                                                                         | Neapol              | Itálie                     |
| 226    | 12th       | Nový zákon (except Rev.)          | Escorial, X, IV, 17                                                                                   | Escurial            | Španělsko                  |
| 227    | 13th       | Evangelia                         | Escorial, X, III, 15                                                                                  | Escurial            | Španělsko                  |
| 228    | 14th       | Nový zákon (except Rev.)          | Escorial, X, IV, 12                                                                                   | Escurial            | Španělsko                  |
| 229    | 1140       | Evangelia                         | Escorial, X, IV, 21                                                                                   | Escurial            | Španělsko                  |
| 230    | 1013       | Evangelia                         | Escorial, y, III, 5                                                                                   | Escurial            | Španělsko                  |
| 231    | 12th       | Evangelia                         | Escorial, y, III, 6                                                                                   | Escurial            | Španělsko                  |
| 232    | 1302       | Evangelia                         | Escorial, y, III, 7                                                                                   | Escurial            | Španělsko                  |
| 233    | 13th       | Evangelia †                       | Escorial, Y, II, 8                                                                                    | Escurial            | Španělsko                  |
| 234    | 1278       | Nový zákon (except Rev.)          | Det Kongelige Bibliotek, GkS 1322, 4                                                                  | Kodaň               | Dánsko                     |
| 235    | 1314       | Evangelia                         | Det Kongelige Bibliotek, GkS 1323, 4                                                                  | Kodaň               | Dánsko                     |
| 236    | 11th       | Evangelia †                       | Selly Oak College, Braithwaite 13                                                                     | Birmingham          | Spojené království         |
| 237    | 10th       | Evangelia                         | State Historical Museum, V. 85                                                                        | Moskva              | Rusko                      |
| 238    | 11th/12th  | Evangelia                         | State Historical Museum, V. 91                                                                        | Moskva              | Rusko                      |
| 239    | 11th       | Evangelia                         | State Historical Museum, V. 84                                                                        | Moskva              | Rusko                      |
| 240    | 12th       | Evangelia †                       | State Historical Museum, V. 87                                                                        | Moskva              | Rusko                      |
| 241    | 11th       | Nový zákon                        | | Drážďany            | Německo                    |
| 242    | 12th       | Nový zákon                        | State Historical Museum, V. 25                                                                        | Moskva              | Rusko                      |
| 243    | 14th       | Matouš, Lukáš                     | State Historical Museum, V. 92                                                                        | Moskva              | Rusko                      |
| 244    | 12th       | Evangelia                         | State Historical Museum, V. 88                                                                        | Moskva              | Rusko                      |
| 245    | 1199       | Evangelia                         | State Historical Museum, V. 16                                                                        | Moskva              | Rusko                      |
| 246    | 14th       | Evangelia †                       | State Historical Museum, V. 19                                                                        | Moskva              | Rusko                      |
| 247    | 12th       | Evangelia                         | State Historical Museum, V. 17                                                                        | Moskva              | Rusko                      |
| 248    | 1275       | Evangelia                         | State Historical Museum, V. 18                                                                        | Moskva              | Rusko                      |
| 249    | 11th       | Evangelium podle Jana             | State Historical Museum, V. 90, S. 93                                                                 | Moskva              | Rusko                      |
| 250    | 13th       | Evangelium podle Jana †           | State Historical Museum,                                                                              | Moskva              | Rusko                      |
| 251    | 12th       | Evangelia                         | Russian State Library, F. 181.9 (Gr. 9)                                                               | Moskva              | Rusko                      |
| 252    | 11th       | Evangelia                         | | Drážďany            | Německo                    |
| 253    | 10th       | Evangelia                         | | Moskva              | Rusko                      |
| 254    | 11th       | Evangelia                         | | Moskva              | Rusko                      |
| 255    | 14th       | Skutky, Pavel                     | Biblioteka Jagiellońska (Fonds der Berliner Hss), Graec. qu. 40                                       | Kraków              | Polsko                     |
| 256    | 9th        | Evangelia                         | | Moskva              | Rusko                      |
| 257    | 14th       | Skutky, Pavel                     | Biblioteka Jagiellońska (Fonds der Berliner Hss), Graec. qu. 43                                       | Kraków              | Polsko                     |
| 258    | 13th       | Evangelia                         | Saxon State Library, A. 123                                                                           | Drážďany            | Německo                    |
| 259    | 10th       | Evangelia                         | | Moskva              | Rusko                      |
| 260    | 13th       | Evangelia                         | Bibliothèque nationale de France, Gr. 51                                                              | Paříž               | Francie                    |
| 261    | 12th       | Evangelia †                       | Bibliothèque nationale de France, Gr. 52                                                              | Paříž               | Francie                    |
| 262    | 10th       | Evangelia                         | Bibliothèque nationale de France, Gr. 53                                                              | Paříž               | Francie                    |
| 263    | 13th       | Nový zákon (except Rev.)          | Bibliothèque nationale de France, Gr. 61                                                              | Paříž               | Francie                    |
| 264    | 12th       | Evangelia †                       | Bibliothèque nationale de France, Gr. 65                                                              | Paříž               | Francie                    |
| 265    | 12th       | Evangelia                         | Bibliothèque nationale de France, Gr. 66                                                              | Paříž               | Francie                    |
| 266    | 13th       | Evangelia                         | Bibliothèque nationale de France, Gr. 67                                                              | Paříž               | Francie                    |
| 267    | 12th       | Evangelia †                       | Bibliothèque nationale de France, Gr. 69                                                              | Paříž               | Francie                    |
| 268    | 12th       | Evangelia                         | Bibliothèque nationale de France, Gr. 73                                                              | Paříž               | Francie                    |
| 269    | 12th       | Evangelia                         | Bibliothèque nationale de France, Gr. 74                                                              | Paříž               | Francie                    |
| 270    | 12th       | Evangelia                         | Bibliothèque nationale de France, Gr. 75                                                              | Paříž               | Francie                    |
| 271    |            | Evangelia                         | Bibliothèque nationale de France, Suppl. Gr. 75                                                       | Paříž               | Francie                    |
| 272    | 11th       | Evangelia                         | British Library, Add.15581                                                                            | Londýn              | Spojené království         |
| 273    | 13th       | Evangelia †                       | Bibliothèque nationale de France, Gr. 79                                                              | Paříž               | Francie                    |
| 274    | 10th       | Evangelia †                       | Bibliothèque nationale de France, Suppl. Gr. 79                                                       | Paříž               | Francie                    |
| 275    | 12th       | Evangelia                         | Bibliothèque nationale de France, Gr. 80                                                              | Paříž               | Francie                    |
| 276    | 1092       | Evangelia                         | Bibliothèque nationale de France, Gr. 81                                                              | Paříž               | Francie                    |
| 277    | 11th       | Evangelia                         | Bibliothèque nationale de France, Gr. 81 A                                                            | Paříž               | Francie                    |
| 278a   | 1072       | Evangelia                         | Bibliothèque nationale de France, Gr. 82                                                              | Paříž               | Francie                    |
| 278b   | 12th       | Evangelia                         | Bibliothèque nationale de France, Gr. 82                                                              | Paříž               | Francie                    |
| 279    | 12th       | Evangelia                         | Bibliothèque nationale de France, Gr. 86                                                              | Paříž               | Francie                    |
| 280    | 12th       | Evangelia                         | Bibliothèque nationale de France, Gr. 87                                                              | Paříž               | Francie                    |
| 281    | 12th       | Evangelia                         | Bibliothèque nationale de France, Gr. 88                                                              | Paříž               | Francie                    |
| 282    | 1176       | Evangelia                         | Bibliothèque nationale de France, Gr. 90                                                              | Paříž               | Francie                    |
| 283    | 13th       | Evangelia †                       | Bibliothèque nationale de France, Gr. 92                                                              | Paříž               | Francie                    |
| 284    | 13th       | Evangelia                         | Bibliothèque nationale de France, Gr. 93                                                              | Paříž               | Francie                    |
| 285    | 15th       | Evangelia                         | Bibliothèque nationale de France, Gr. 95                                                              | Paříž               | Francie                    |
| 286    | 1432       | Evangelia                         | Bibliothèque nationale de France, Gr. 96                                                              | Paříž               | Francie                    |
| 287    | 1482       | Evangelia                         | Bibliothèque nationale de France, Gr. 98                                                              | Paříž               | Francie                    |
| 288    | 15th       | Matouš, Lukáš, Jan                | Bodleian Library, Canon. Gr. 33 Bibliothèque nationale de France, Gr. 99 Institut de France (Ms. 536) | Oxford Paříž        | Spojené království Francie |
| 289    | 1625       | Evangelia                         | Bibliothèque nationale de France, Gr. 100A                                                            | Paříž               | Francie                    |
| 290    | 14th       | Evangelia                         | Bibliothèque nationale de France, Gr. 108                                                             | Paříž               | Francie                    |
| 291    | 13th       | Evangelia                         | Bibliothèque nationale de France, Gr. 113                                                             | Paříž               | Francie                    |
| 292    | 12th/13th  | Evangelia †                       | Bibliothèque nationale de France, Gr. 114                                                             | Paříž               | Francie                    |
| 293    | 1262       | Evangelia †                       | Bibliothèque nationale de France, Gr. 117                                                             | Paříž               | Francie                    |
| 294    | 1391       | Evangelia †                       | Bibliothèque nationale de France, Gr. 118                                                             | Paříž               | Francie                    |
| 295    | 13th       | Evangelia                         | Bibliothèque nationale de France, Gr. 120                                                             | Paříž               | Francie                    |
| 296    | 16th       | Nový zákon                        | Bibliothèque nationale de France, Gr. 123.124                                                         | Paříž               | Francie                    |
| 297    | 12th       | Evangelia                         | Bibliothèque nationale de France, Suppl. Gr. 140                                                      | Paříž               | Francie                    |
| 298    | 12th       | Evangelia                         | Bibliothèque nationale de France; Gr. 175                                                             | Paříž               | Francie                    |
| 299    | 10th       | Evangelia                         | Bibliothèque nationale de France; Gr. 177                                                             | Paříž               | Francie                    |
| 300    | 11th       | Evangelia                         | Bibliothèque nationale de France; Gr. 186                                                             | Paříž               | Francie                    |
| 301    | 11th       | Evangelia                         | Bibliothèque nationale de France; Gr. 187                                                             | Paříž               | Francie                    |
| 302    | 11th       | Skutky, Pavel                     | Bibliothèque nationale de France; Gr. 103                                                             | Paříž               | Francie                    |
| 303    | 1255       | Evangelia                         | Bibliothèque nationale de France; Gr. 194A                                                            | Paříž               | Francie                    |
| 304    | 12th       | Matouš, Marek                     | Bibliothèque nationale de France; Gr. 194                                                             | Paříž               | Francie                    |
| 305    | 13th       | Evangelia                         | Bibliothèque nationale de France; Gr. 195                                                             | Paříž               | Francie                    |
| 306    | 12th       | Matouš, Jan                       | Bibliothèque nationale de France; Gr. 197                                                             | Paříž               | Francie                    |
| 307    | 10th       | Skutky                            | Bibliothèque nationale de France, Coislin Gr. 25                                                      | Paříž               | Francie                    |
| 308    | 14th       | Skutky, Pavel †                   | British Library, Royal 1 B. I                                                                         | Londýn              | Spojené království         |
| 309    | 13th       | Skutky, Pavel †                   | Cambridge University, Dd. 11.90                                                                       | Cambridge           | Spojené království         |
| 310    | 12th       | Evangelium podle Matouše †        | Bibliothèque nationale de France, Gr. 202                                                             | Paříž               | Francie                    |
| 311    | 12th       | Evangelium podle Matouše          | Bibliothèque nationale de France, Gr. 203                                                             | Paříž               | Francie                    |
| 312    | 11th       | Skutky, Pavel †                   | British Library, Add. 5115.5116                                                                       | Londýn              | Spojené království         |
| 313    | 15th       | Evangelium podle Lukáše 1:1-12:16 | Bibliothèque nationale de France, Gr. 208                                                             | Paříž               | Francie                    |
| 314    | 11th       | Nový zákon (except Gospels) †     | Bodleian Library, Barocci 3                                                                           | Oxford              | Spojené království         |
| 315    | 13th       | Evangelium podle Jana             | Bibliothèque nationale de France, Gr. 210                                                             | Paříž               | Francie                    |
| 316    | 14th       | Lukáš 18:18-24:53; Jan 1:16-12:25 | Bibliothèque nationale de France, Gr. 211                                                             | Paříž               | Francie                    |
| 317    | 12th       | Evangelium podle Jana             | Bibliothèque nationale de France, Gr. 212                                                             | Paříž               | Francie                    |
| 318    | 14th       | Jan 7:9-12:8                      | Bibliothèque nationale de France, Gr. 213                                                             | Paříž               | Francie                    |
| 319    | 12th       | Skutky, Pavel †                   | Christ Church College, G.G. 1.9 (Ms. 9)                                                               | Oxford              | Spojené království         |
| 320    | 12th       | Evangelium podle Lukáše           | Bibliothèque nationale de France, Gr. 232                                                             | Paříž               | Francie                    |
| 321    | 12th       | Skutky, Pavel †                   | British Library, Harley 5557                                                                          | Londýn              | Spojené království         |
| 322    | 14th       | Skutky, Pavel                     | British Library, Harley 5620                                                                          | Londýn              | Spojené království         |
| 323    | 12th       | Skutky, Pavel                     | Bibl. publ. et univ., Gr. 20                                                                          | Ženeva              | Švýcarsko                  |
| 324    | 14th       | Evangelia                         | Bibliothèque nationale de France, Gr. 376                                                             | Paříž               | Francie                    |
| 325    | 11th       | Nový zákon (except Evangelia) †   | Bodleian Library, Auct. E. 5.9                                                                        | Oxford              | Spojené království         |
| 326    | 10th       | Skutky, Pavel †                   | Lincoln College, Gr. 82                                                                               | Oxford              | Spojené království         |
| 327    | 13th       | Skutky, Pavel                     | New College, 59                                                                                       | Oxford              | Spojené království         |
| 328    | 13th       | Skutky, Pavel                     | Leiden University, Voss. Gr. Q. 77                                                                    | Leiden              | Nizozemsko                 |
| 329    | 12th       | Evangelia †                       | Bibliothèque nationale de France, Coislin, Gr. 19                                                     | Paříž               | Francie                    |
| 330    | 12th       | Nový zákon (except Rev.)          | Ruská národní knihovna, Gr. 101                                                                       | Petrohrad           | Rusko                      |
| 331    | 11th       | Evangelia                         | Bibliothèque nationale de France, Coislin, Gr. 197                                                    | Paříž               | Francie                    |
| 332    | 12th       | Evangelia                         | Turin National University Library, C. II. 4                                                           | Turín               | Itálie                     |
| 333    | 1214       | Matouš, Jan                       | Turin National University Library, B. I. 9                                                            | Turín               | Itálie                     |
| 334    | 12th       | Matouš, Mark                      | Turin National University Library, B. III. 8                                                          | Turín               | Itálie                     |
| 335    | 16th       | Evangelia                         | Turin National University Library, B. III. 2                                                          | Turín               | Itálie                     |
| 336    | 15th       | Nový zákon (except Gospels)       | University of Hamburg, Cod. theol. 1252a                                                              | Hamburg             | Německo                    |
| 337    | 12th       | Skutky, Pavel, Rev. †             | Bibliothèque nationale de France, Gr. 56                                                              | Paříž               | Francie                    |
| 338    | 10th       | Evangelia                         | Turin National University Library, B. VII. 33                                                         | Turín               | Itálie                     |
| 339    | 13th       | Nový zákon                        | Turin National University Library, B. V. 8                                                            | Turín               | Itálie                     |
| 340    | 14th       | Evangelia                         | Turin National University Library, B. VII. 16                                                         | Turín               | Itálie                     |
| 341    | 1296       | Gospels                           | Turin National University Library, B. VII. 14                                                         | Turín               | Itálie                     |
| 342    | 13th       | Gospels                           | Turin National University Library, B. V. 24                                                           | Turín               | Itálie                     |
| 343    | 11th       | Gospels                           | Biblioteca Ambrosiana, H. 13                                                                          | Milán               | Itálie                     |
| 344    | 10th       | Gospels †                         | Biblioteca Ambrosiana, G. 16                                                                          | Milán               | Itálie                     |
| 345    | 11th       | Gospels                           | Biblioteca Ambrosiana, F. 17                                                                          | Milán               | Itálie                     |
| 346    | 12th       | Gospels                           | Biblioteca Ambrosiana, S. 23                                                                          | Milán               | Itálie                     |
| 347    | 12th       | Gospels                           | Biblioteca Ambrosiana, R. 35                                                                          | Milán               | Itálie                     |
| 348    | 1022       | Gospels                           | Biblioteca Ambrosiana, B. 56                                                                          | Milán               | Itálie                     |
| 349    | 1322       | Gospels                           | Biblioteca Ambrosiana, F. 61                                                                          | Milán               | Itálie                     |
| 350    | 11th       | Gospels †                         | Biblioteca Ambrosiana, B. 62                                                                          | Milán               | Itálie                     |
| 351    | 12th       | Gospels                           | Biblioteca Ambrosiana, B. 70                                                                          | Milán               | Itálie                     |
| 352    | 11th       | Gospels †                         | Biblioteca Ambrosiana, B. 93                                                                          | Milán               | Itálie                     |
| 353    | 12th       | Gospels †                         | Biblioteca Ambrosiana, M. 93                                                                          | Milán               | Itálie                     |
| 354    | 11th       | Matouš †                          | Biblioteca Marciana, Gr. Z. 29 (497)                                                                  | Benátky             | Itálie                     |
| 355    | 12th       | Gospels                           | Biblioteca Marciana, Gr. Z. 541 (558)                                                                 | Benátky             | Itálie                     |
| 356    | 12th       | Skutky, Pavel †                   | Emmanuel College, I. 4. 35                                                                            | Cambridge           | Spojené království         |
| 357    | 11th       | Lukáš, Jan                        | Biblioteca Marciana, Gr. Z. 28 (364)                                                                  | Benátky             | Itálie                     |
| 358    | 14th       | Gospels                           | Biblioteca Estense, G. 9, a.U.2.3. (II A 9)                                                           | Modena              | Itálie                     |
| 359    | 13th       | Gospels                           | Biblioteca Estense, G. 242, a.T.7.23. (III B 16)                                                      | Modena              | Itálie                     |
| 360    | 11th       | Gospels                           | Biblioteca Palatina, Ms. Parm. 2319                                                                   | Parma               | Itálie                     |
| 361    | 13th       | Gospels                           | Biblioteca Palatina, Ms. Parm. 1821                                                                   | Parma               | Itálie                     |
| 362    | 13th       | Lukáš 6:29-12:10                  | Biblioteca Laurentiana, Conv. Soppr. 176                                                              | Florencie           | Itálie                     |
| 363    | 14th       | Nový zákon (except Gospels)       | Biblioteca Laurentiana, Plutei VI. 13                                                                 | Florencie           | Itálie                     |
| 364    | 10th       | Gospels                           | Biblioteca Laurentiana, Plutei VI. 24                                                                 | Florencie           | Itálie                     |
| 365    | 12th       | Nový zákon (except Gospels) †     | Biblioteca Laurentiana, Plutei VI. 36                                                                 | Florencie           | Itálie                     |
| 366    | 14th       | Evangelium podle Matouše †        | Biblioteca Laurentiana, Conv. Soppr. 171                                                              | Florencie           | Itálie                     |
| 367    | 1331       | Nový zákon                        | Biblioteca Laurentiana, Conv. Soppr. 53                                                               | Florencie           | Itálie                     |
| 368    | 15th       | Jan, 1-3 John, Rev.               | Biblioteca Riccardiana, 84                                                                            | Florencie           | Itálie                     |
| 369    | 14th       | Mark 6:25-9:45; 10:17-16:9        | Riccardian Library, 90                                                                                | Florencie           | Itálie                     |
| 370    | 14th       | Gospels †                         | Riccardian Library, 5                                                                                 | Florencie           | Itálie                     |
| 371    | 10th       | Gospels                           | Vatikánská knihovna, Vat. gr. 1159                                                                    | Řím                 |                            |
| 372    | 16th       | Gospels †                         | Vatikánská knihovna, Vat. gr. 1161                                                                    | Řím                 |                            |
| 373    | 15th       | Gospels                           | Vatikánská knihovna, Vat. gr. 1423                                                                    | Řím                 |                            |
| 374    | 11th       | Gospels                           | Vatikánská knihovna, Vat. gr. 1445                                                                    | Řím                 |                            |
| 375    | 11th       | Gospels                           | Vatikánská knihovna, Vat. gr. 1533                                                                    | Řím                 |                            |
| 376    | 11th       | Gospels                           | Vatikánská knihovna, Vat. gr. 1539                                                                    | Řím                 |                            |
| 377    | 16th       | Gospels                           | Vatikánská knihovna, Vat. gr. 1618                                                                    | Řím                 |                            |
| 378    | 13th       | Skutky, CE, Pavel                 | Bodleian Library, E. D. Clarke 4                                                                      | Oxford              | Spojené království         |
| 379    | 15th       | Gospels                           | Vatikánská knihovna, Vat. gr. 1769                                                                    | Řím                 |                            |
| 380    | 1499       | Gospels                           | Vatikánská knihovna, Vat. gr. 2139                                                                    | Řím                 |                            |
| 381    | 14th       | Evangelium podle Lukáše           | Vatikánská knihovna, Pal. gr. 20                                                                      | Řím                 |                            |
| 382    | 11th       | Gospels                           | Vatikánská knihovna, Vat. gr. 2070                                                                    | Řím                 |                            |
| 383    | 13th       | Skutky, CE, Pavel                 | Bodleian Library, E. D. Clarke 9                                                                      | Oxford              | Spojené království         |
| 384    | 13th       | Skutky, CE, Pavel                 | British Library, Harley 5588                                                                          | Londýn              | Spojené království         |
| 385    | 1407       | Skutky, CE, Pavel †               | British Library, Harley 5613                                                                          | Londýn              | Spojené království         |
| 386    | 14th       | Nový zákon                        | Vatikánská knihovna, Ottob. gr. 66                                                                    | Řím                 |                            |
| 387    | 12th       | Gospels                           | Vatikánská knihovna, Ottob. gr. 204                                                                   | Řím                 |                            |
| 388    | 13th       | Gospels                           | Vatikánská knihovna, Ottob. gr. 212                                                                   | Řím                 |                            |
| 389    | 11th       | Gospels                           | Vatikánská knihovna, Ottob. gr. 297                                                                   | Řím                 |                            |
| 390    | 1281/1282  | Nový zákon (except Rev.)          | Vatikánská knihovna, Ottob. gr. 391                                                                   | Řím                 |                            |
| 391    | 1055       | Gospels †                         | Vatikánská knihovna, Ottob. gr. 432                                                                   | Řím                 |                            |
| 392    | 12th       | Gospels                           | Vatikánská knihovna, Ottob. gr. 521                                                                   | Řím                 |                            |
| 393    | 14th       | Nový zákon (except Rev.)          | Biblioteca Vallicelliana, E. 22                                                                       | Řím                 | Itálie                     |
| 394    | 1330       | Nový zákon (except Rev.)          | Biblioteca Vallicelliana, F. 17                                                                       | Řím                 | Itálie                     |
| 395    | 12th       | Gospels                           | Biblioteca Casanatense, 165                                                                           | Řím                 | Itálie                     |
| 396    | 12th       | Gospels †                         | Vatikánská knihovna, Chris. R IV 6                                                                    | Řím                 |                            |
| 397    | 10th/11th  | Gospel of John                    | Biblioteca Vallicelliana, E. 40                                                                       | Řím                 | Itálie                     |
| 398    | 10th       | Skutky, Pavel †                   | Cambridge University, Kk. 6.4                                                                         | Cambridge           | Spojené království         |
| 399    | 9th/10th   | Gospels                           | Ruská národní knihovna, Gr. 220                                                                       | Petrohrad           | Rusko                      |
| 400    | 15th       | Nový zákon (except Rev.) †        | Berlin State Library, Diez. A. Doud. 10                                                               | Berlín              | Německo                    |
| 401    | 12th       | Gospels †                         | Biblioteca Nazionale, Ms. II. A. 3                                                                    | Neapol              | Itálie                     |
| 402    | 14th       | Gospels                           | Biblioteca Nazionale, Ms. II. A. 5                                                                    | Neapol              | Itálie                     |
| 403    | 13th       | Gospels †                         | Biblioteca Nazionale, Ms. II. A. 4                                                                    | Neapol              | Itálie                     |
| 404    | 13th       | Skutky, CE, Pavel                 | Rakouská národní knihovna, Theol. gr. 313                                                             | Vídeň               | Rakousko                   |
| 405    | 10th       | Gospels †                         | Biblioteca Marciana, Gr. I,10 (946)                                                                   | Benátky             | Itálie                     |
| 406    | 11th       | Gospels †                         | Biblioteca Marciana, Gr. I,11 (1275)                                                                  | Benátky             | Itálie                     |
| 407    | 12th       | Luke 5:30-John 9:2                | Biblioteca Marciana, Gr. I,12 (434)                                                                   | Benátky             | Itálie                     |
| 408    | 12th       | Gospels                           | Biblioteca Marciana, Gr. I,14 (1119)                                                                  | Benátky             | Itálie                     |
| 409    | 14th       | Gospels                           | Biblioteca Marciana, Gr. I,15 (947)                                                                   | Benátky             | Itálie                     |
| 410    | 13th       | Gospels                           | Biblioteca Marciana, Gr. I,17 (1211)                                                                  | Benátky             | Itálie                     |
| 411    | 10th       | Gospels                           | Biblioteca Marciana, Gr. I,18 (1276)                                                                  | Benátky             | Itálie                     |
| 412    | 1301       | Gospels                           | Biblioteca Marciana, Gr. I,19 (1416)                                                                  | Benátky             | Itálie                     |
| 413    | 1302       | Gospels                           | Biblioteca Marciana, Gr. I,20 (1256)                                                                  | Benátky             | Itálie                     |
| 414    | 14th       | Gospels †                         | Biblioteca Marciana, Gr. I,21 (1212)                                                                  | Benátky             | Itálie                     |
| 415    | 1356       | Gospels                           | Biblioteca Marciana, Gr. I,22 (1417)                                                                  | Benátky             | Itálie                     |
| 416    | 14th       | Gospels †                         | Biblioteca Marciana, Gr. I,24 (948)                                                                   | Benátky             | Itálie                     |
| 417    | 14th       | Gospels †                         | Biblioteca Marciana, Gr. I,25 (1356)                                                                  | Benátky             | Itálie                     |
| 418    | 15th       | Matouš, Mark †                    | Biblioteca Marciana, Gr. I,28 (1450)                                                                  | Benátky             | Itálie                     |
| 419    | 12th       | Gospels †                         | Biblioteca Marciana, Gr. I,60 (950)                                                                   | Benátky             | Itálie                     |
| 420    | 10th       | Matouš, Mark                      | University of Messina, F. V. 18                                                                       | Messina             | Itálie                     |
| 421    | ca. 1300   | Skutky, CE, Pavel                 | Rakouská národní knihovna, Theol. gr. 303                                                             | Vídeň               | Rakousko                   |
| 422    | 11th       | Gospels                           | Bavarian State Library, Gr. 210                                                                       | Mnichov             | Německo                    |
| 423    | 1556       | Matouš, Jan                       | Bavarian State Library, Gr. 36.37                                                                     | Mnichov             | Německo                    |
| 424    | 11th       | Nový zákon (except Gospels)       | Rakouská národní knihovna, Theol. gr. 302                                                             | Vídeň               | Rakousko                   |
| 425    | 1330       | Skutky, CE, Pavel                 | Rakouská národní knihovna, Theol. gr. 221                                                             | Vídeň               | Rakousko                   |
| 426    | 14th       | Lukáš 6:17-11:28                  | Bavarian State Library, Gr. 473                                                                       | Mnichov             | Německo                    |
| 427    | 13th       | Lukáš, Mark                       | Bavarian State Library, Gr. 465                                                                       | Mnichov             | Německo                    |
| 428    | 13th       | Gospels                           | Bavarian State Library, Gr. 381                                                                       | Mnichov             | Německo                    |
| 429    | 14th       | Nový zákon (except Gospels)       | Herzog August Bibliothek, Codd. Aug. 16. 7. 4                                                         | Wolfenbüttel        | Německo                    |
| 430    | 11th       | Evangelium podle Jana 1:1-8:14    | Bavarian State Library, Gr. 437                                                                       | Mnichov             | Německo                    |
| 431    | 12th       | Nový zákon (except Rev.)          | Priesterseminarium, 1                                                                                 | Strasbourg          | Francie                    |
| 432    | 15th       | Nový zákon (except Gospels)       | Vatikánská knihovna, Vat. gr. 366                                                                     | Řím                 |                            |
| 433    | 11th       | Gospels                           | Biblioteka Jagiellońska, Fonds der Berliner Hss. Graec. qu. 12                                        | Krakov              | Polsko                     |
| 434    | 13th       | Evangelium podle Lukáše 1:5-6:21  | Rakouská národní knihovna, Theol. Gr. 71                                                              | Vídeň               | Rakousko                   |
| 435    | 12th/13th  | Gospels †                         | Universiteit Leiden, Gronov. 137                                                                      | Leiden              | Nizozemsko                 |
| 436    | 11th/12th  | Skutky, CE, Pavell                | Vatikánská knihovna, Vat. gr. 367                                                                     | Řím                 |                            |
| 437    | 11th       | Skutky apoštolů                   | Vatikánská knihovna, Vat. gr. 760                                                                     | Řím                 |                            |
| 438    | 12th       | Gospels                           | British Library, Add. 5111.5112                                                                       | Londýn              | Spojené království         |
| 439    | 1159       | Gospels                           | British Library, Add. 5107                                                                            | Londýn              | Spojené království         |
| 440    | 12th       | Nový zákon (except Rev.)          | Cambridge University, Mm. 6.9                                                                         | Cambridge           | Spojené království         |
| 441    | 13th       | Skutky 8:14-1 Cor 15:38           | Uppsalská univerzita, Gr. 1, p. 3-182                                                                 | Uppsala             | Švédsko                    |
| 442    | 12th/13th  | Katolické listy, Pavel †          | Uppsalská univerzita, Gr. 1, p. 183-440                                                               | Uppsala             | Švédsko                    |
| 443    | 12th       | Evangelia                         | Cambridge University, Nn. 2.36                                                                        | Cambridge           | Spojené království         |
| 444    | 15th       | Nový zákon (except Rev.)          | British Library, Harley 5796                                                                          | Londýn              | Spojené království         |
| 445    | 1506       | Evangelia                         | British Library, Harley 5736                                                                          | Londýn              | Spojené království         |
| 446    | 15th       | Evangelia                         | British Library, Harley 5777                                                                          | Londýn              | Spojené království         |
| 447    | 15th       | Evangelia                         | British Library, Harley 5784                                                                          | Londýn              | Spojené království         |
| 448    | 1478       | Evangelia                         | British Library, Harley 5790                                                                          | Londýn              | Spojené království         |
| 449    | 13th       | Evangelia                         | British Library, Add. 4950                                                                            | Londýn              | Spojené království         |
| 450    |            |                                   | |                     |                            |
| 451    |            |                                   | |                     |                            |
| 452    |            |                                   | |                     |                            |
| 453    | 14th       | Skutky apoštolů                   | Vatikánská knihovna, Barb. gr. 582                                                                    | Řím                 |                            |
| 454    |            |                                   | |                     |                            |
| 455    |            |                                   | |                     |                            |
| 456    |            |                                   | |                     |                            |
| 457    |            |                                   | |                     |                            |
| 458    |            |                                   | |                     |                            |
| 459    |            |                                   | |                     |                            |
| 460    |            |                                   | |                     |                            |
| 461    | 835        | Evangelia                         | Ruská národní knihovna, Gr. 219, 213 101                                                              | Petrohrad           | Rusko                      |
| 462    |            |                                   | |                     |                            |
| 463    |            |                                   | |                     |                            |
| 464    |            |                                   | |                     |                            |
| 465    |            |                                   | |                     |                            |

### Minuskule 501-
| #    | Datování  | Obsah                                     | Instituce                                                                                              | Město, Stát        | Země                  |
| ---- | --------- | ----------------------------------------- | --- | ------------------ | --------------------- |
| 543  | 12th      | Evangelien †                              | University of Michigan, Ms. 15                                                                         | Ann Arbor          | USA                   |
| 565  | 9th       | Evangelien †                              | Ruská národní knihovna, Gr. 53                                                                         | Petrohrad          | Rusko                 |
| 566  | 9th       | Evangelien                                | Ruská národní knihovna, Gr. 54                                                                         | Petrohrad          | Rusko                 |
| 579  | 13th      | Evangelien †                              | Bibliothèque nationale de France, Gr. 97                                                               | Paříž              | Francie               |
| 585  | 10th      | Evangelien                                | Biblioteca Estense, Gr. 1                                                                              | Modena             | Itálie                |
| 614  | 10th      | Skutky, Pavel, CE                         | Biblioteca Ambrosiana, E. 97 sup.                                                                      | Milán              | Itálie                |
| 639  | 11th      | Skutky, Pavel                             | Christ Church College, Wake 37, f. 237                                                                 | Oxford             | Spojené království    |
| 653  | 1077      | Matouš, Jan                               | Biblioteka Jagiellońska, Fonds der Berliner Hss. Graec. Oct. 3                                         | Krakov             | Polsko                |
| 654  | 12th      | Evangelien †                              | Biblioteka Jagiellońska, Fonds der Berliner Hss. Graec. Oct. 4                                         | Krakov             | Polsko                |
| 655  | 11th/12th | Evangelien                                | Berlin State Library, Graec. qu. 39                                                                    | Berlín             | Německo               |
| 656  | 12th      | Nový zákon (kromě Rev.) †                 | Berlin State Library, Graec. oct. 9                                                                    | Berlín             | Německo               |
| 657  | 11th/12th | Evangelien †                              | Berlin State Library, Graec. oct. 12                                                                   | Berlín             | Německo               |
| 658  | 12th/13th | Evangelien                                | Biblioteka Jagiellońska, Fonds der Berliner Hss. Graec. qu. 47                                         | Krakov             | Polsko                |
| 659  | 12th      | Evangelien                                | Biblioteka Jagiellońska, Fonds der Berliner Hss. Graec. qu. 55                                         | Krakov             | Polsko                |
| 660  | 12th      | Evangelien †                              | Berlin State Library, Graec. qu. 66                                                                    | Berlín             | Německo               |
| 661  | 11th      | Evangelien                                | Biblioteka Jagiellońska, Fonds der Berliner Hss. Graec. qu. 61                                         | Krakov             | Polsko                |
| 669  | 10th      | Evangelien                                | soukromá sbírka                                                                                        |                    |                       |
| 676  | 13th      | Evangelien, Skutky, Pavel                 | Institute for New Testament Textual Research Ms. 2                                                     | Münster            | Německo               |
| 685  | 13th      | Evangelien                                | University of Michigan, MS 151                                                                         | Ann Arbor          | USA                   |
| 700  | 11th      | Evangelien                                | British Library, Egerton 2610                                                                          | Londýn             | Spojené království    |
| 798  | 11th      | Evangelien                                | Institute for New Testament Textual Research Ms. 7                                                     | Münster            | Německo               |
| 823  | 13th      | NT (kromě Rev) †                          | Biblioteka Jagiellońska, Graec. Oct. 13                                                                | Krakov             | Polsko                |
| 826  | 12th      | Evangelien                                | Biblioteca della Badia A' α. 3                                                                         | Grottaferrata      | Itálie                |
| 828  | 12th      | Evangelien                                | Biblioteca della Badia A' α. 5                                                                         | Grottaferrata      | Itálie                |
| 876  | 9th       | Skutky, CE, Pavel                         | University of Michigan MS. 16                                                                          | Ann Arbor          | USA                   |
| 891  | 14th      | Evangelien †                              | Biblioteca Marciana, Gr. Z. 32                                                                         | Benátky            | Itálie                |
| 892  | 9th       | Evangelien                                | British Library Add. 33277                                                                             | Londýn             | Spojené království    |
| 893  | 12th      | Evangelium podle Matouše 1:4-9:8          | Biblioteca Marciana, Gr. I,61                                                                          | Benátky            | Itálie                |
| 1071 | 12th      | Evangelien                                | | Athos              |                       |
| 1143 | 9th       | Evangelien                                | Albanian National Archives, No. 2                                                                      | Tirana             | Albánie               |
| 1241 | 12th      | NT† (kromě Rev.)                          | |                    |                       |
| 1253 | 15th      | Evangelien †                              | Saint Catherine's Monastery Gr. 270                                                                    | Sinaj              | Egypt                 |
| 1423 | 14th      | Evangelien                                | Duke University, KW Clark, Gk Ms 60                                                                    | Durham             | USA                   |
| 1424 | 9th?      | Evangelie, Skutky, CE, Zjevení, Pavel     | LSTC, Gruber 152                                                                                       | Chicago            | USA                   |
| 1432 | 12th      | Evangelien                                | Institute for New Testament Textual Research Ms. 3                                                     | Münster            | Německo               |
| 1582 | 948       | Evangelien                                | |                    |                       |
| 1739 | 10th      | Skutky, CE, Pavel                         | Great Lavra, B 184                                                                                     | Athos              | Řecko                 |
| 1780 | c. 1200   | NT                                        | Duke University, KW Clark, Gk Ms 1                                                                     | Durham             | USA                   |
| 1813 | ca. 1100  | Evangelien                                | Duke University Gk MS 25                                                                               | Durham             | USA                   |
| 1834 | 10th      | Skutky, Pavel, Cath                       | Ruská národní knihovna; Gr. 255                                                                        | Petrohrad          | Rusko                 |
| 2053 | 13th      | Zjevení Janovo                            | Biblioteca Universitarià, 99                                                                           | Messina            | Italie                |
| 2059 | 11th      | Zjevení Janovo                            | Vatikánská knihovna, Gr. 370                                                                           | Vatikán            | Vatikán               |
| 2060 | 1331      | Zjevení Janovo                            | Vatikánská knihovna, Gr. 542                                                                           | Vatikán            | Vatikán               |
| 2061 | 16th      | Zjevení Janovo                            | Vatikánská knihovna, Gr. 1190                                                                          | Vatikán            | Vatikán               |
| 2062 | 13th      | Zjevení Janovo                            | Vatikánská knihovna, Gr. 1426                                                                          | Vatikán            | Vatikán               |
| 2174 | 13th      | Evangelien                                | Ruská národní knihovna, Gr. 1426                                                                       | Petrohrad          | Rusko                 |
| 2268 | ca. 1300  | Evangelium podle Marka 1 †                | Duke University Gk MS 4                                                                                | Durham             | USA                   |
| 2344 | 11th      | Skutky, CE, Pavel, Zjevení                | Bibliothèque nationale de France, Coislin Gr. 18                                                       | Paříž              | Francie               |
| 2423 | 13th      | Skutky, CE, Pavel                         | Duke University Gk MS 3                                                                                | Durham             | USA                   |
| 2427 | c. 1300   | Evangelium podle Marka                    | Chicago University, Ms. 972                                                                            | Chicago            | United States         |
| 2437 | 11th/12th | Evangelien †                              | Biblioteca Nacional, I. 2                                                                              | Rio de Janeiro     | Brazílie              |
| 2444 | 13th      | Evangelien †                              | Bible Museum Ms. 4                                                                                     | Münster            | Německo               |
| 2445 | 12th      | Evangelien †                              | Bible Museum Ms. 5                                                                                     | Münster            | Německo               |
| 2446 | 12th      | Evangelien                                | Bible Museum Ms. 6                                                                                     | Münster            | Německo               |
| 2460 | 12th      | Evangelien †                              | Bible Museum Ms. 7                                                                                     | Münster            | Německo               |
| 2464 | 9th       | Evangelien                                | Monastery of Saint John the Theologian (Ms. 742)                                                       | Patmos             | Řecko                 |
| 2491 | 13th      | Matouš, Mark, Lukáš†                      | Staatsbibliothek zu Berlin, Graec. qu. 90 Burgerbibliothek of Berne, Cod. 784 Duke University Gk MS 22 | Berlín Bern Durham | Německo Švýcarsko USA |
| 2495 | c. 1400   | Evangelien, Skutky                        | Saint Catherine's Monastery Gr. 1992                                                                   | Sinaj              | Egypt                 |
| 2612 | 13th      | Mark, Lukáš, John, Matouš                 | Duke University Gk MS 5                                                                                | Durham             | USA                   |
| 2613 | 11th      | Evangelien                                | Duke University Gk MS 6                                                                                | Durham             | USA                   |
| 2614 | 13th      | Evangelien                                | Duke University Gk MS 7                                                                                | Durham             | USA                   |
| 2615 | 12th      | Evangelien                                | Duke University Gk MS 15                                                                               | Durham             | USA                   |
| 2616 | 12th      | Evangelien                                | Duke University Gk MS 16                                                                               | Durham             | USA                   |
| 2641 | 14th      | Evangelien                                | University of California                                                                               | Berkeley           | USA                   |
| 2754 | 11th      | Evangelia †                               | Bible Museum Ms. 8                                                                                     | Münster            | Německo               |
| 2755 | 11th      | Evangelien †                              | Bible Museum Ms. 9                                                                                     | Münster            | Německo               |
| 2756 | 13th      | Evangelia                                 | Bible Museum Ms. 10                                                                                    | Münster            | Německo               |
| 2757 | 13th      | Evangelia                                 | Duke University, Gk MS 38                                                                              | Durham             | USA                   |
| 2766 | ca. 1100  | Evangelia                                 | Duke University, Gk MS 31                                                                              | Durham             | USA                   |
| 2767 | 14th      | Evangelia                                 | Mus. de arta relig., 32/69081                                                                          | Bukurešť           | Rumunsko              |
| 2768 | 978       | Evangelia, Katolické listy                | Bayerische Staatsbiblithek, Gr. 208                                                                    | Mnichov            | Německo               |
| 2793 | 13th      | Evangelium podle Matouše 22:7-22          | Bible Museum Ms. 11                                                                                    | Münster            | Německo               |
| 2802 | 11th      | Nový zákon (kromě Zjevení)                | Osiou Gregoriou monastery, 158                                                                         | Athos              | Řecko                 |
| 2803 | 14th      | Evangelia, Skutky, Pavel                  | Dimitriou monastery, 53                                                                                | Athos              | Řecko                 |
| 2804 | 13th      | Evangelia                                 | Chrysopodaritissis; 1                                                                                  | Patras             | Řecko                 |
| 2805 | 11th/12th | Skutky, Pavel                             | Studitu, 1                                                                                             | Athény             | Řecko                 |
| 2806 | 1518      | Evangelia                                 | Dousikou, 5                                                                                            | Trikala            | Řecko                 |
| 2807 | 13th      | Pavlovy epištoly                          | National Library of Serbia, RS 657                                                                     | Bělehrad           | Srbsko                |
| 2808 | 13th/14th | Evangelia                                 | National Library, 1                                                                                    | Kalymnos           | Řecko                 |
| 2809 | 14th      | Evangelia                                 | National Library, 2                                                                                    | Kalymnos           | Řecko                 |
| 2810 | 1514      | Evangelia                                 | Moni Tatarnis, 2                                                                                       | Tripotama          | Řecko                 |
| 2811 | 900       | Evangelia                                 | School of Theology Library                                                                             | Boston             | USA                   |
| 2812 | 10th      | Evangelien                                | Biblioteca Nacional de España, Res. 235                                                                | Madrid             | Španělsko             |
| 2813 | 13th      | Lukáš, Jan                                | Private Collection                                                                                     |                    |                       |
| 2814 | 12th      | Zjevení Janovo                            | Öttingen-Wallersteinsche. Bibl., I, 1, 4 (0), 1                                                        | Hamburg            | Německo               |
| 2815 | 12th      | Skutky, Pavel                             | Basel University A. N. IV. 4                                                                           | Basilej            | Švýcarsko             |
| 2816 | 15th      | Skutky, Pavel                             | Basel University A. N. IV. 5                                                                           | Basilej            | Švýcarsko             |
| 2817 | 12th      | Pavlovy epištoly                          | University of Basel, A. N. III. 11                                                                     | Basilej            | Švýcarsko             |
| 2818 | 12th      | Skutky, Katolické listy                   | New College, 58                                                                                        | Oxford             | Spojené království    |
| 2819 | 12th      | Evangelium podle Matouše 6:6-20           | Bibliothèque nationale de France, Coislin Suppl. Gr. 1032, 13, fol. 28                                 | Paříž              | Francie               |
| 2820 | 14th      | 2. Timothy 4:16-22                        | Bibliothèque nationale de France, Coislin Suppl. Gr. 1032, 13, fol. 17                                 | Paříž              | Francie               |
| 2821 | 14th      | Zjevení Janovo                            | University of Cambridge, Dd. 9.69, fol. 295-316                                                        | Cambridge          | Spojené království    |
| 2855 | 12th      | Zjevení Janovo 12:12-13:13                | Schoyen Collection, Ms 1906                                                                            | Oslo               | Norsko                |
| 2856 | 12th      | Evangelia                                 | Inst. a. Archive, Patriarchats, 949                                                                    | Sofie              | Bulharsko             |
| 2857 | 1272      | Evangelia                                 | Kreml Museum 11968                                                                                     | Moskva             | Rusko                 |
| 2858 | 12th      | Evangelium podle Matouše 5:33-6:1; 9:2-15 | Pushkin Museum N 4790                                                                                  | Moskva             | Rusko                 |
| 2859 | 13th      | Evangelium podle Lukáše 20:1-22:8         | Pushkin Museum N 4792                                                                                  | Moskva             | Rusko                 |
| 2860 | 12th      | Evangelia                                 | FL, The Scriptorium, VK MS 901                                                                         | Orlando            | USA                   |
| 2861 | ca. 1300  | Evangelien                                | Duke University Gk MS 64                                                                               | Durham             | USA                   |
| 2862 | 1150-1174 | Evangelien                                | Duke University Gk MS 84                                                                               | Durham             | USA                   |
| 2863 | 12th      | Evangelien                                | Harvard College, fMS Typ. 294                                                                          | Cambridge          | USA                   |
| 2881 | 11th/12th | Matouš 25:6-15.15-24                      | Yale University, ms 522                                                                                | New Haven          | USA                   |
| 2882 | 10th/11th | Evangelium podle Lukáše                   | CSNTM                                                                                                  | Dallas             | USA                   |

## Galerie

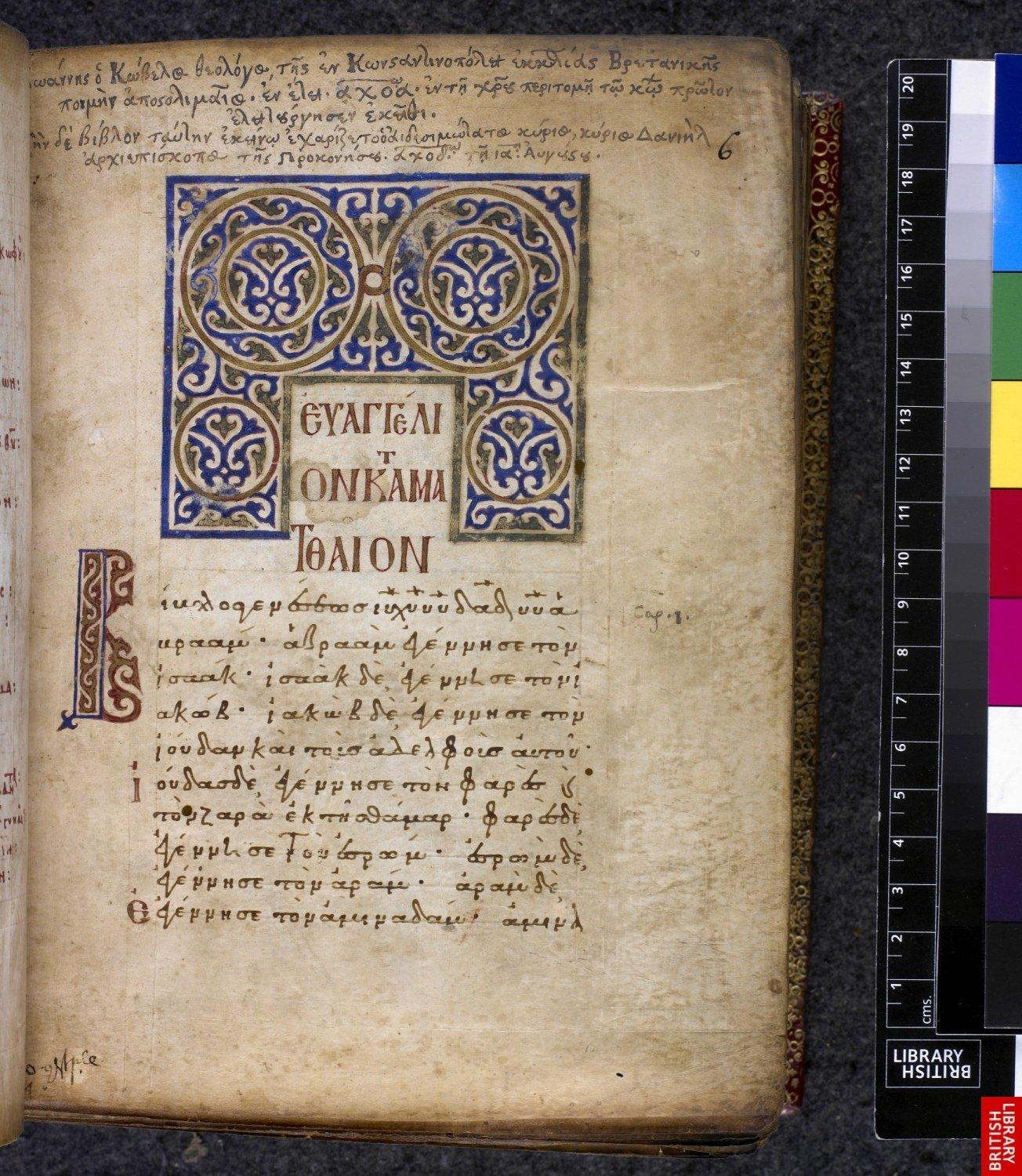
Minuscule 65
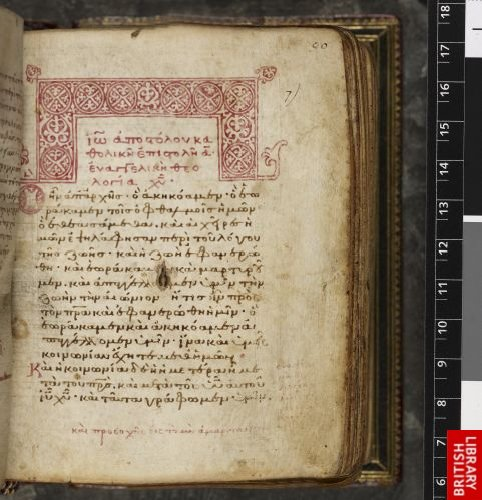
Minuscule 104
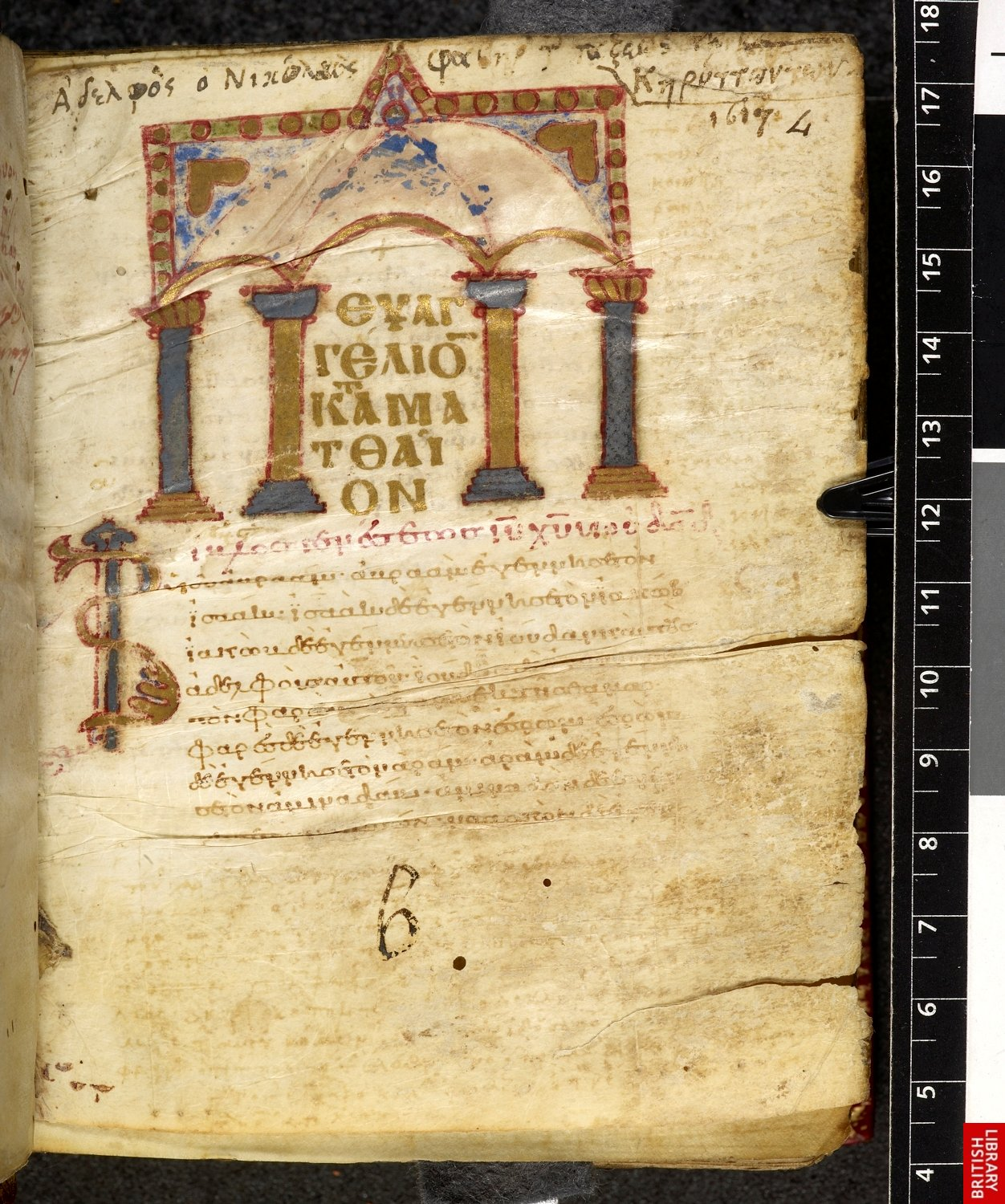
Minuscule 114
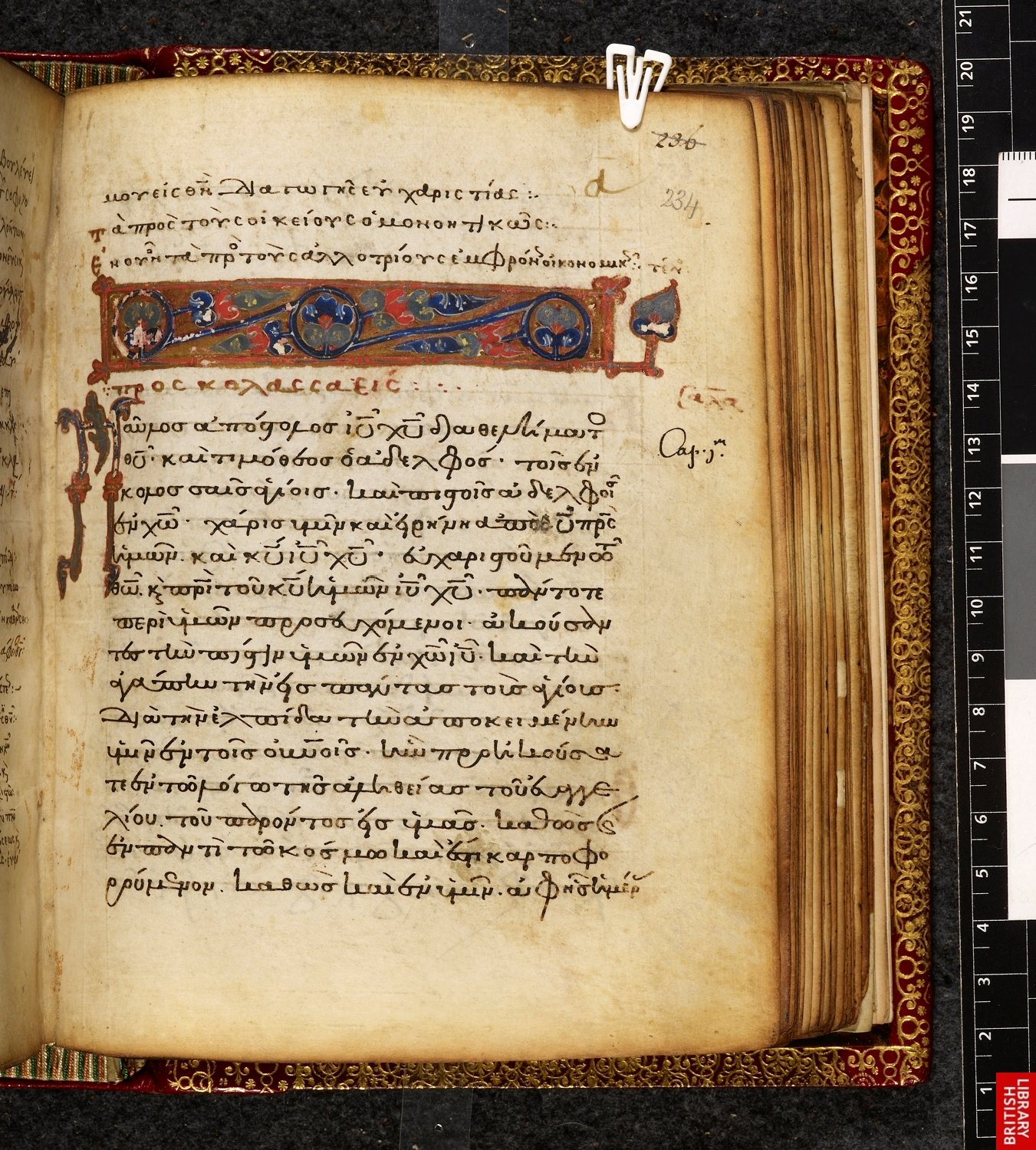
Minuscule 321
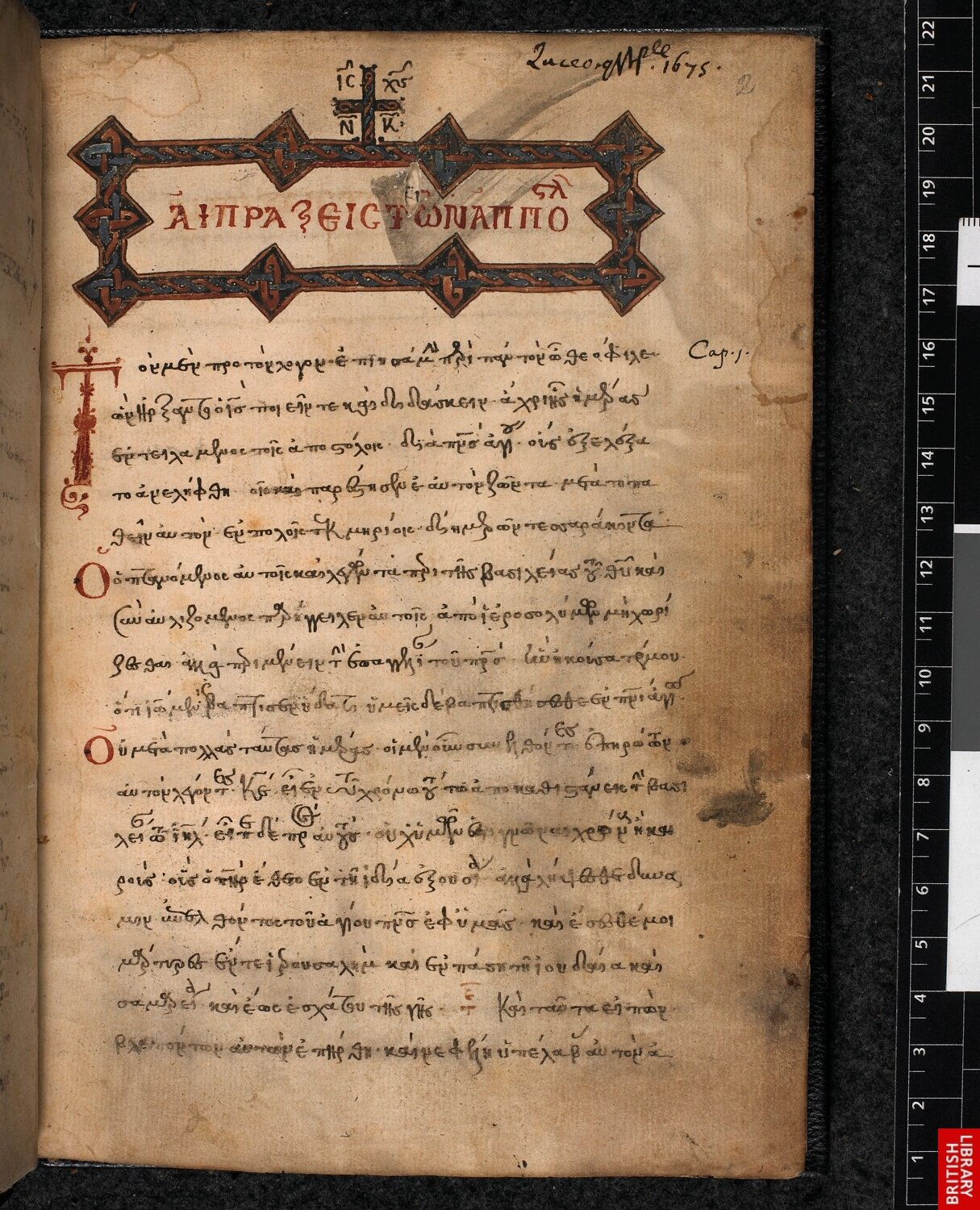
Minuscule 322
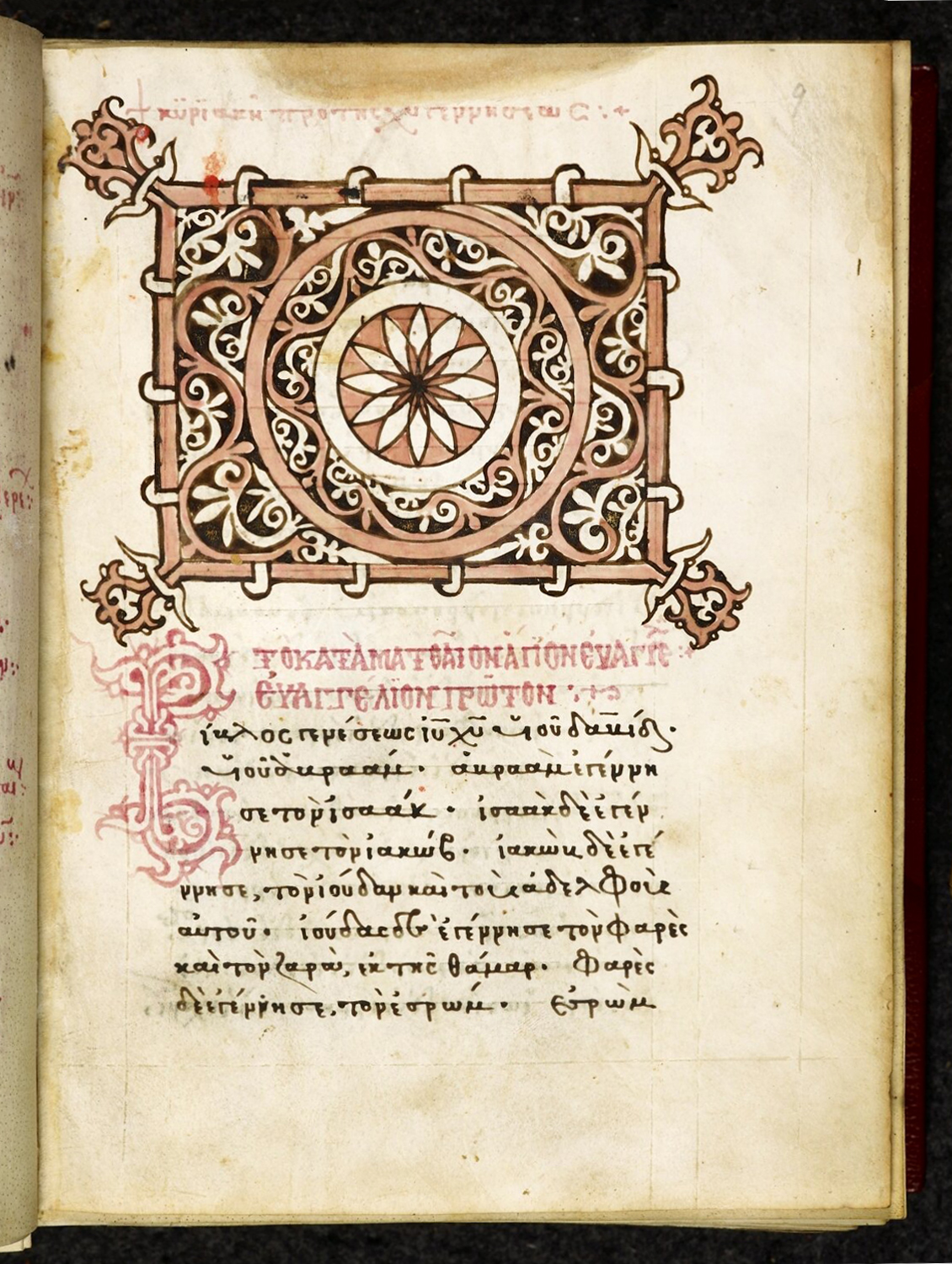
Minuscule 447
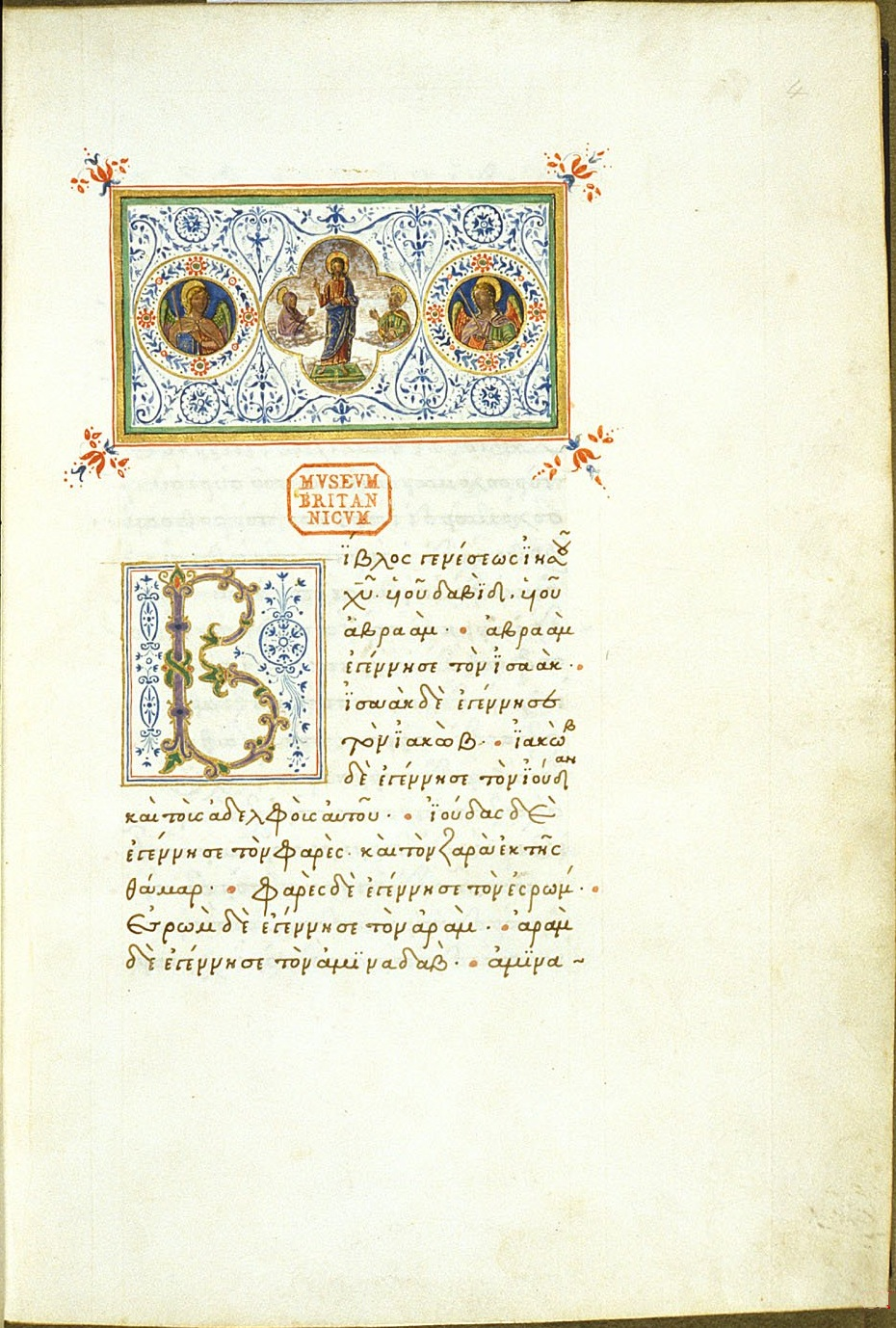
Minuscule 448
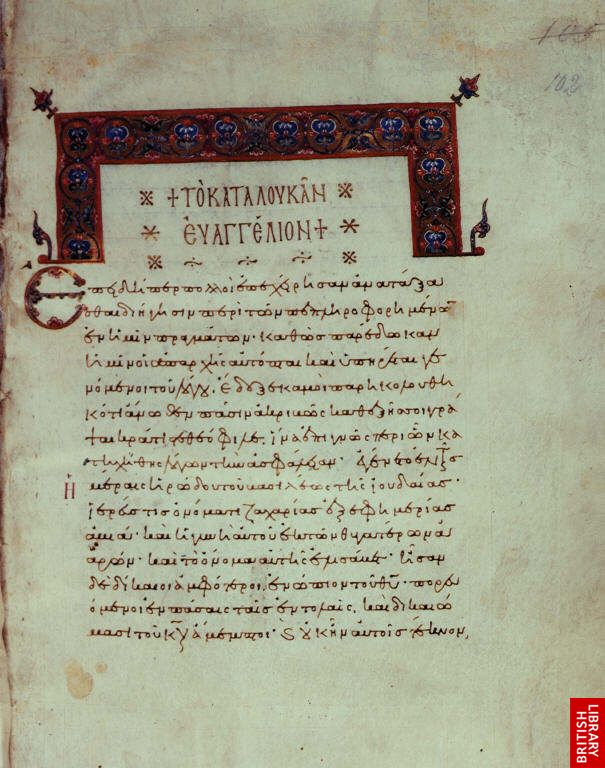
Minuscule 481
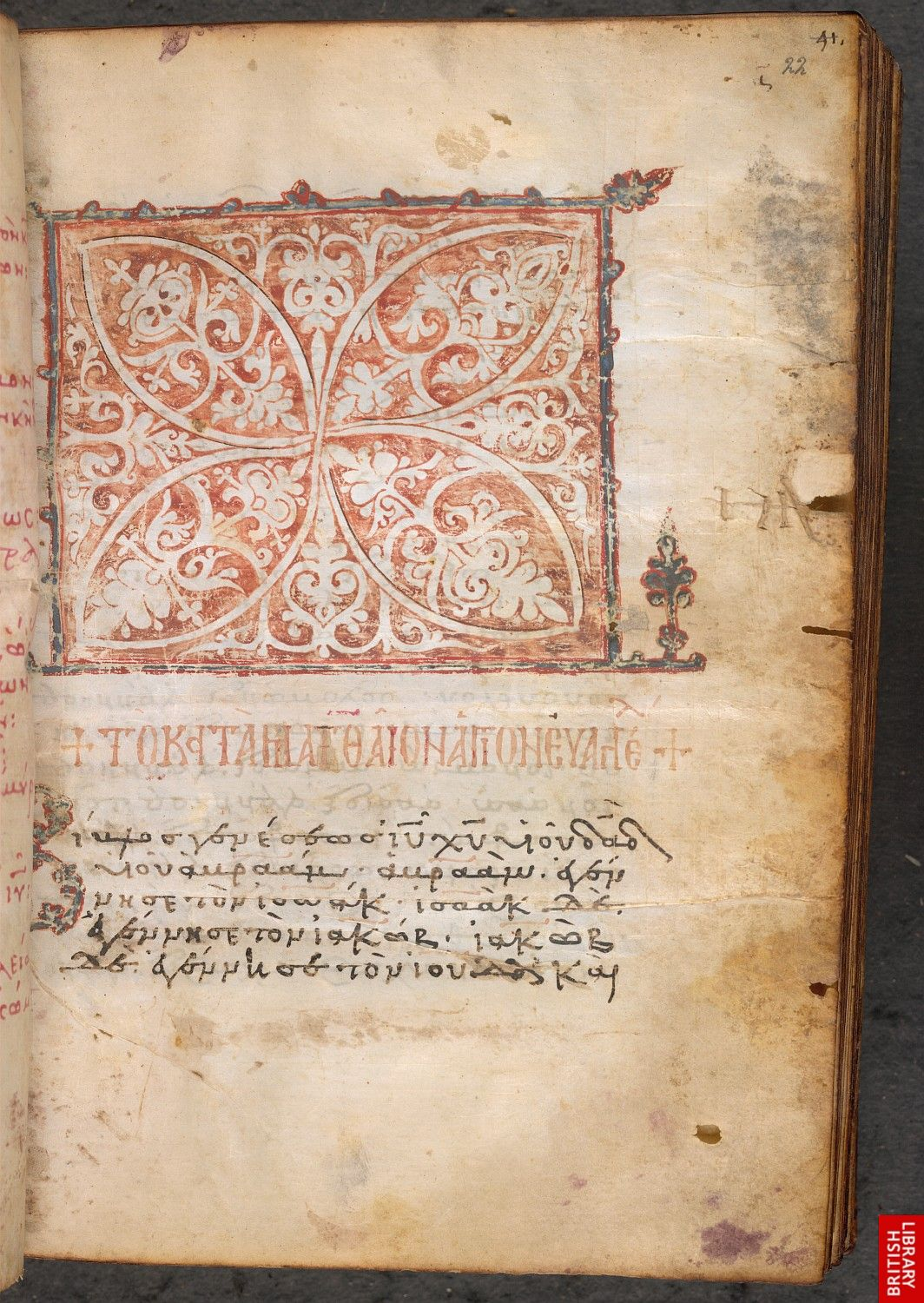
Minuscule 485
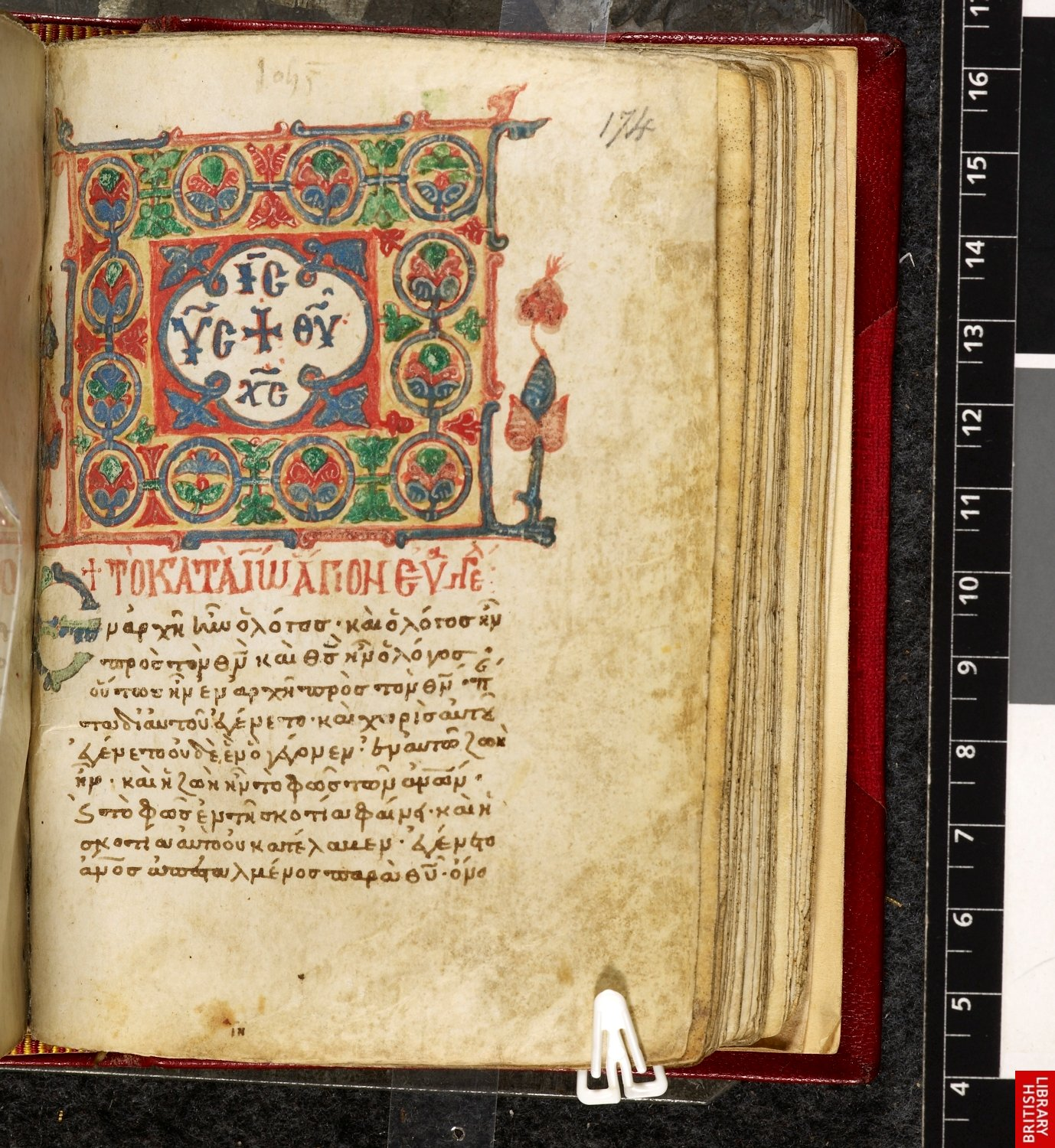
Minuscule 505